# 北京西站

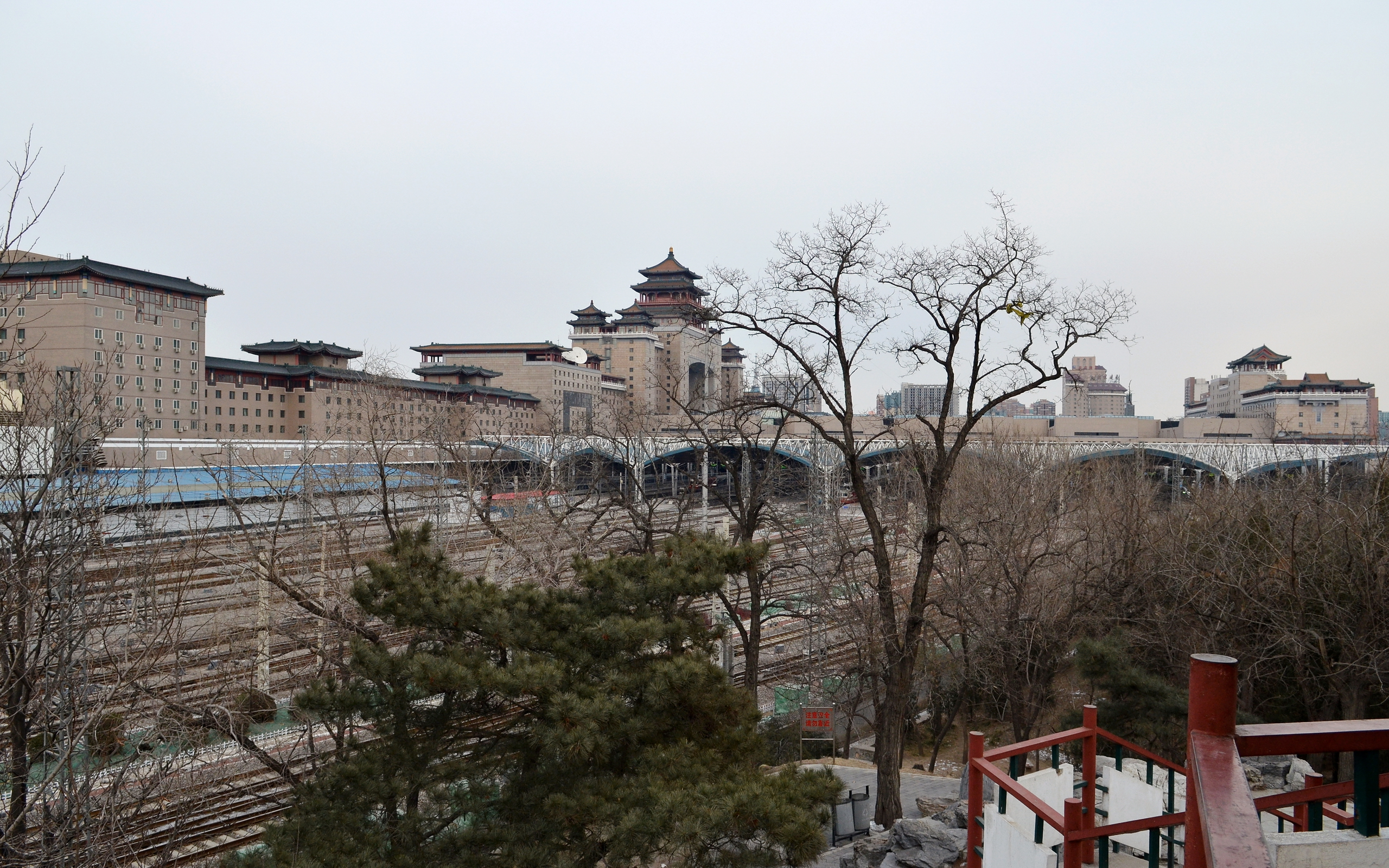
从莲花池公园眺望北京西站全景（2013年2月）

北京西站又称北京西客站，位于中华人民共和国北京市丰台区莲花池东路、西三环路附近，是北京市四大铁路客运站之一，于1996年1月21日开通运营，曾是亚洲规模最大的现代化铁道客运站之一。北京西站占地51万平方米，总建筑面积约为70万平方米，其中站房占约50万平方米，车站设有10个月台。

## 概况

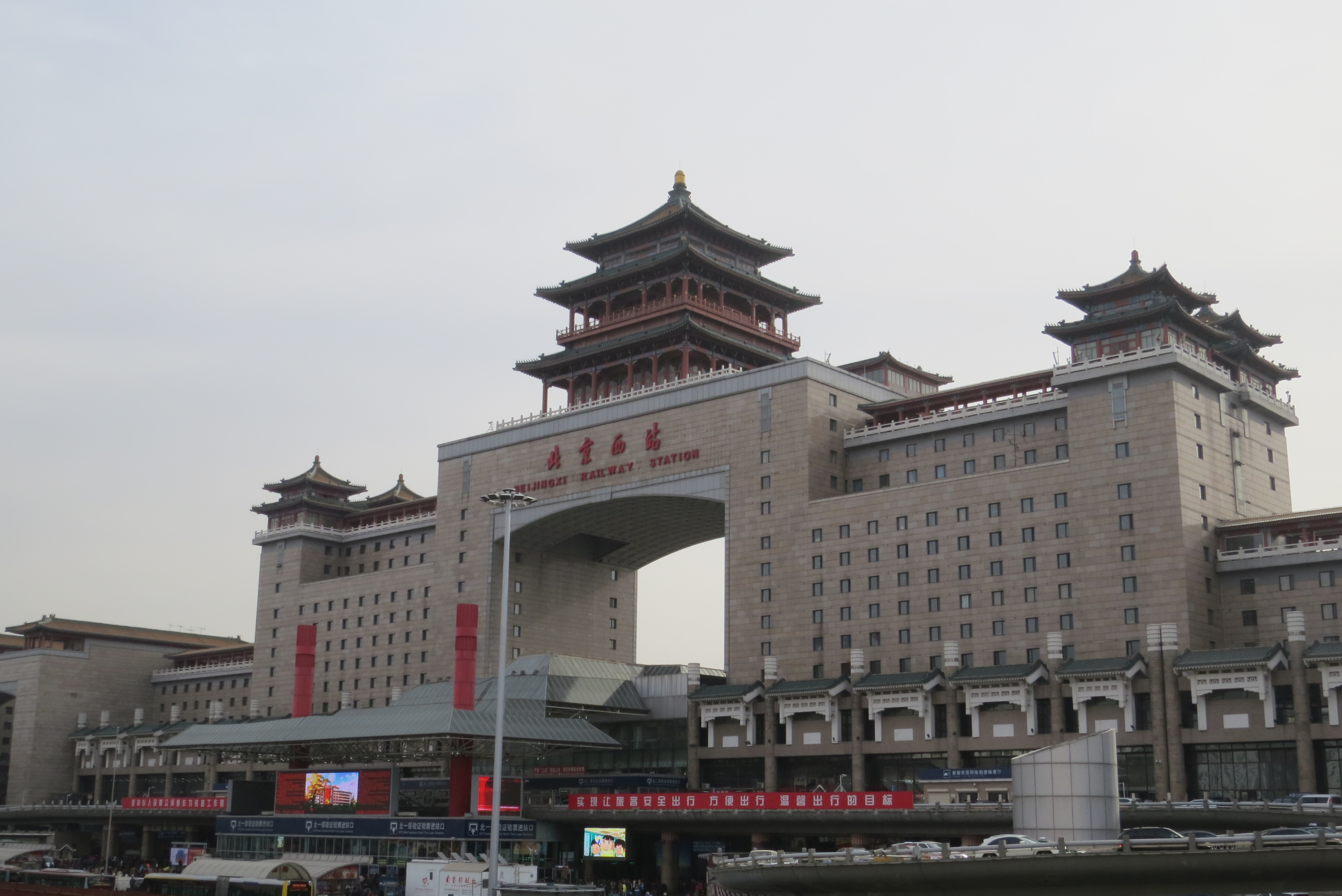
从北广场西侧人行天桥拍摄的北京西站北站房，站名已改用红色字体（2015年1月）

北京西站的建设构思早于1959年已经开始，历史上曾三次上马进行规划和研究，但头两次分别因为政治、经济原因而搁置。第三次从1989年起，重新开始前期准备工作、调整规划、重新上报，终于获国家批准实行。西客站工程由北京市政府和铁道部共同出资，是中国第八个五年计划中的一个重点工程，总投资65亿元人民币。
北京西站建成后，大大缓解了北京站的客运压力。北京西站是中国兩大铁路干线——京广线（经由京广铁路西长联络线连接）及京九线和一条高速铁路干线——京广高速铁路的客运列车始发站，从北京到中国的中南、华南、西南与西北等地区的旅客列车大多数都从北京西站始发终到。至2011年5月，北京西站日均接發列車超过110对，其中始发车约100对。穿越北京城区，连接至北京站的北京地下直径线已于2015年3月20日建成通车。
北京西站是北京市内交通枢纽之一，北广场和南广场均有公交枢纽，大量公交车从此始发；地下也建设有出租车站。而北京地铁7号线和9号线将在北京西站底下穿过并设站，站台在地下约17米处，南北贯通西客站主体建筑，为两层双道四线布置，并可实现站内换乘。
北京西站的建筑风格、建筑质量、设计规划等方面自车站啟用以來一直备受批评和争议，但儘管如此，北京西站仍然是北京最為矚目的建築物之一。2007年末，新京报主办的“北京新地标评选”活动，经社会公众投票后于2008年1月揭晓北京十大新地标，北京西站出乎意料地以51335票仅次国家体育场，成为得票第二多的北京新地标。

## 历史

### 背景
早于1950年代，有关建设北京市第二座铁路客运站以及地下直径线的构想就已经形成。1959年秋天，作为迎接中华人民共和国国庆十周年“北京十大建筑”之一的北京站刚刚建成之时，时任国务院总理周恩来在审查北京市铁路规划的过程中，就肯定了要在北京建设一座西客站的建议。在1960年9月修改的北京铁路枢纽总布置图中，当时的构思是以北京西站和北京站作为枢纽主要客运站，并可能以四线并行地下隧道方式穿越北京市中心连接两大车站，而西站的站址正对公主坟。北京市政府也相应地在城市总体规划中在当时仍为市郊的莲花池附近为之预留了土地，因此在此后的很长一段时间内，莲花池一带一直是简易平房为主的仓库区，没有建设过永久性建筑。但由于受到三年困难时期缩减建设规模影响，规划进展不大；而随后文化大革命的开始，导致北京市城市总体规划工作基本暂停，规划机构被取消。

### 规划

#### 第一次规划（1975年—1976年）
1975年1月，全国人民代表大会四届一次会议召开，邓小平当选为国务院副总理，开始主持中央和国务院的日常工作；万里随即被任命为铁道部部长，负责整顿当时混乱的铁路运输系统；同年3月发布了《中共中央关于加强铁路工作的决定》作为对铁路进行全面整顿的动员令，并很快获得成效，继而再次提出建设北京西站。当时铁路部门和规划部门对北京西站的选址和建设方案仍然十分模糊，之前也没有详细设计，而规划的地下直径线保留与否、技术方案也没有定案，导致北京西站的设计，例如选择通过式或尽头式，也难以定夺。经铁道部和北京市政府商定，决定共同成立规划工作组，负责研提西站选址和建设方案，而铁道部第三设计院（今中国铁路设计集团有限公司）和北京市建筑设计院（今北京市建筑设计研究院有限公司）负责具体技术工作。
经勘测、比较、讨论后，规划工作组于1975年11月得出了北京西站的初步规划方案，确定北京西站为通过式站型，站址位于今莲花桥西南角，车站站台、股道呈西北—东南走向，采用三角形广场，站房面向立交桥中心。但不久之后政治形势再起变化，受到1976年的“批邓、反击右倾翻案风”的影响，站址方案未经审定就被搁置。

#### 第二次规划（1981年—1985年）
踏入1980年代，随着改革开放政策的逐步推行，中国铁路运输压力大增，运输能力紧张。至1981年，北京的铁路客运量陡增，枢纽内车站每天共开行旅客列车108对，日均输送旅客已达35.2万人；而北京站作为当时北京市内规模最大铁路客运站已经处于超负荷运营之中，1981年北京站年客流量为2772万人次，折合每天客流量达7.8万人次。1981年10月3日，时任北京市市长焦若愚和市委书记段君毅向国务院副总理万里汇报了北京铁路运输情况，并谈及北京西客站的设计规划，这是北京市政府历史上第三次提出尽快建设北京西站。1981年12月初，北京铁路局向铁道部、北京市政府发出了申请建设北京西客站的公函，正式展开前期设计。随后规划小组以前铁道部部长吕正操为首，连同铁道部、北京铁路局、铁道部第三设计院的人员现场查勘，为车站进行选址。小组人员曾经登上莲花池北岸小土山俯览当地一带全貌，由于当时时为旱季，且莲花池一带多年来过度抽取地下水，导致20多公顷的池塘干涸见底、杂草丛生、空旷荒凉；设计小组认为此处不占耕地、拆迁少，符合规划、节省资金，当场指令铁道部第三设计院，按此位置布置西站，并且需要在三个月内提交设计图。会后，小组将此选址意见转告北京市政府，征询意见。
莲花池在历史上曾作为金中都太液池，于遼金时期是北京的主要水源，具有很高的历史价值。1981年12月中旬，当北京市主管城建的政府部门、领导得知铁路部门拟占莲花池修建西客站的意见后，甚为反对，即责成北京市规划局迅速研究不占莲花池的方案。同年12月17日，北京市规划部门提出的三个方案完成设计，三个方案的战略布局接近，站址均确定在西郊羊坊店以南，莲花池附近。
第一个方案是车站中心正对羊坊店路的推荐方案，车站为通过式，站场设在北蜂窝路与三环路之间的木楼村，今莲花池东路以南，站台西端距站中心180米，占用莲花池公园约20亩绿地；客技站设在三环路和丰台路之间，机务段、车辆段等设在三环路和规划的四环路之间、万寿路一带。第二个方案是车站正对北蜂窝路方案，站场、广场和客技站的选址方案均与第一方案相同，但需要拆迁首都钢铁北钢厂的北半部，难度较大。第三方案是车站正对翠微路方案，车站设置在三环路以西，客技站设在万寿路和丰台路之间，客站、广场用地宽裕，此方案虽然拆迁企业单位最少，但所占农地面积最多，且翠微路两侧均为政府机关，与车站服务性质很不协调。
在设计、论证规划方案的同时，北京市领导也就拟占莲花池建西客站问题，责成文物部门研究、征询专家意见，各方均认为不妥。中国著名历史地理学家侯仁之的态度尤为坚决，多方呼吁，据理力争。当对以上方案征求侯仁之的意见时，侯仁之明确提出一定要让出莲花池，他指出莲花池在北京的建都史上具有重要的意义，侯仁之甚至把它称为“北京生命的源泉”。
|                                        | 这北京西客站选址在莲花池畔，只要进一步开发水源，莲花池上平展如画的水面，必将为这号称‘京门’的交通枢纽带来无限风光，同时也将会产生良好的小气候效应。……然而更有意义的是还应当看到这莲花池在北京城的早期发展过程中所产生过的重要影响。 |
| ——侯仁之（1994），《莲花池畔再造京门》 | |

经分析、评比，第一推荐方案总体较为优越，除了布局合理，更能保护莲花池这一重要的古代文化遗址，而莲花池前东西流向的莲花河实在无法避让，则改成了盖板河。然而由于此方案从车站站场到莲花池东路之间的用地面积比较少，按常规布置，几乎没有北广场。为了腾出建设北广场的空间，同时又避免车站南移占用莲花池，规划部门确定采用高架候车、广场内建设二层平台以及广场范围的莲花池东路用隧道通过等措施，并车站车场东移错位，站房西附楼也缩短了长度。因此北京西站的布局比较特殊，车场中轴线与站房中轴线实际并非在同一条直线上，车站车场向东偏移了150米，而西附楼比东附楼短了近70米，车站整体并不是对称布局。1981年12月23日，北京市规划局向焦若愚和段君毅汇报了北京西站正对羊坊店路的第一方案，均表同意；随后市规划局奉命将北京市政府选定的羊坊店路方案报告铁道部。
1982年2月18日，铁道部与北京市政府联合上报国务院，请示修建北京西站；同年11月4日，部、市联合上报《西客站设计任务书》。1983年3月8日，国家计委以《计交230号》文件转发中国国务院批准的《关于北京西客站设计任务书审查意见的报告》，正式决定修建北京西站。1983年7月7日，由北京市建委主任苏兆林、副主任宣祥鎏召集铁道部、北京铁路局、铁道部第三设计院、北京各有关委、办、局联合开会，正式对外宣布经北京市政府审定的西站站房正对羊坊路方案；同时成立以北京市规划局郑祖武为组长，北京铁路局副局长郝慎铭为副组长的规划小组。值得一提的是，北京西站的选址附近（今会城门桥一带）曾设有京汉铁路跑马场站，该站距正阳门西站7公里，因当时白云观西侧的跑马场而得名。北京西站现址东侧也曾设西便门站（引出经广安门至丰台的西便门线），但这个车站在西客站建成前即被拆除。
然而，正当西客站设计规划顺利进行的时候，却碰到了另一关键难题——建设费用。至1984年，当时北京西站初步核定的投资额高达15.3亿元人民币，净超原批准设计任务书额度1.4倍。由1984年5月至1985年2月，铁道部、北京市政府多次召开会议，对建设投资等问题进行研究。1985年5月，部、市重新上报调整后的任务书，略为压缩投资额至14.54亿元人民币，惟未获批准，北京西站的筹建再一次暂停。

#### 第三次规划（1989年—1993年）
至1980年代末，北京枢纽铁路客运能力紧张的问题越趋严重，单靠北京站一个主要客运站和两个设备、能力落后的辅助客运站（北京北站、北京南站）更难以应付需求。这三个车站30余年未得到大规模扩建，而北京地区铁路客运量仅由1970年至1988年之间已经增长了4倍，修建北京西站已经成为迫切的需要。1989年2月，北京市政府正式再次提出建设北京西客站的建议。同年3月，由北京市政府牵头成立了“北京西客站前期工作小组”，召集全国多家具有一定实力的设计院进行建筑设计竞赛。同时，经国务院批准，北京西站建设的前期搬迁任务于1989年展开，北京西站一带有广安门火车站的西便门货场和许多工厂、居民区，拆迁工程量大、难度大、费用高成了工程建设的突出问题。当时国家对工程总投资是23亿元人民币，仅拆迁一项就花去了十几亿。
1990年3月，工作小组编报了《北京西客站计划任务书》，早在1983年达成共识的羊坊店路方案被正式“解冻”。1990年8月起，选取了7个设计单位的建筑方案，经几轮多种设计方案的论证和挑选，确定了实施性设计的方案。1990年9月30日，北京市政府、铁道部、邮电部向国家计委提报《关于北京西客站修改计划任务书的根据》文件，提出投资20亿元人民币，1991年动工，1993年开通使用，1994年完成收尾工作。1991年3月，国务院正式批准了北京西站的设计任务书。
与此同时，京九铁路是推动北京西站筹建工作的另一重要因素。1991年4月，京九铁路作为需要加快建设的“新的南北干线”，被正式列入《中华人民共和国国民经济和社会发展十年规划》和《第八个五年计划纲要》，而北京西站正是京九铁路的起点。同年11月和12月，北京市政府、铁道部联合成立了“北京西客站工程建设领导小组”、“北京西客站工程建设总指挥部”。1991年12月29日，时任中共中央总书记江泽民于人民大会堂听取、审查了北京西站的工程规划、设计方案。
1992年7月20日，建设领导小组作出了“一年准备，两年半施工，半年调试运转，1995年底建成通车”的总体部署。于1992年下半年，北京西站已经开始进入实施阶段，部分市政工程，例如新开渠盖板河、地铁预埋、西三环道路拓宽等，以及西长铁路联络线岗洼特大桥等工程已经陆续率先开工建设。

### 建设
1993年1月19日下午4时，時任总理李鹏、副总理邹家华等为北京西站开工奠基，拉开了北京西站建设的序幕，同時全長28公里、连接京广铁路的西长联络线全面动工。由于要求北京西站在1995年底具备开通运营条件，故施工进度异常紧张。由建设总指挥部直接领导10余个建筑总公司进行施工，包括北京建工集团、北京城建集团、铁道部建厂工程局、北京住总集团、中国建筑第一工程局 、北京市政工程总公司、铁路建筑总公司、铁道部第十六工程局、铁道部第三工程局、北京铁路局工程总公司、铁道部通讯信号公司及电气化工程局等，共30,000多人投入到建设工作。至1993年底，西站主站区已经初成轮廓；踏入1994年，更开始24小时不间断施工，工序紧接不留空档。1995年4月，内外装修、设备安装全面展开，联络线铺轨工程接近车站。
1995年6月6日，中共中央总书记江泽民为北京西站题写了站名。1995年9月28日上午，第一列试运行列车经西长联络线抵达北京西站；当日下午，主站房前两座塔钟首次奏响。同年10月11日，时任全国政协主席李瑞环到北京西站视察。11月7日，江泽民视察北京西站，在西站贵宾二厅听取西站建设总指挥部的汇报，观看了面积20,000平方米的地下综合大厅和北站房外景。
和北京西站同时成立的还有11个铁路站段，包括北京西机务段、车辆段、工务段、电务段、水电段、供电段、建筑段、列车段、生活站、售票中心及公安段，均属当时的北京铁路分局。

### 运营

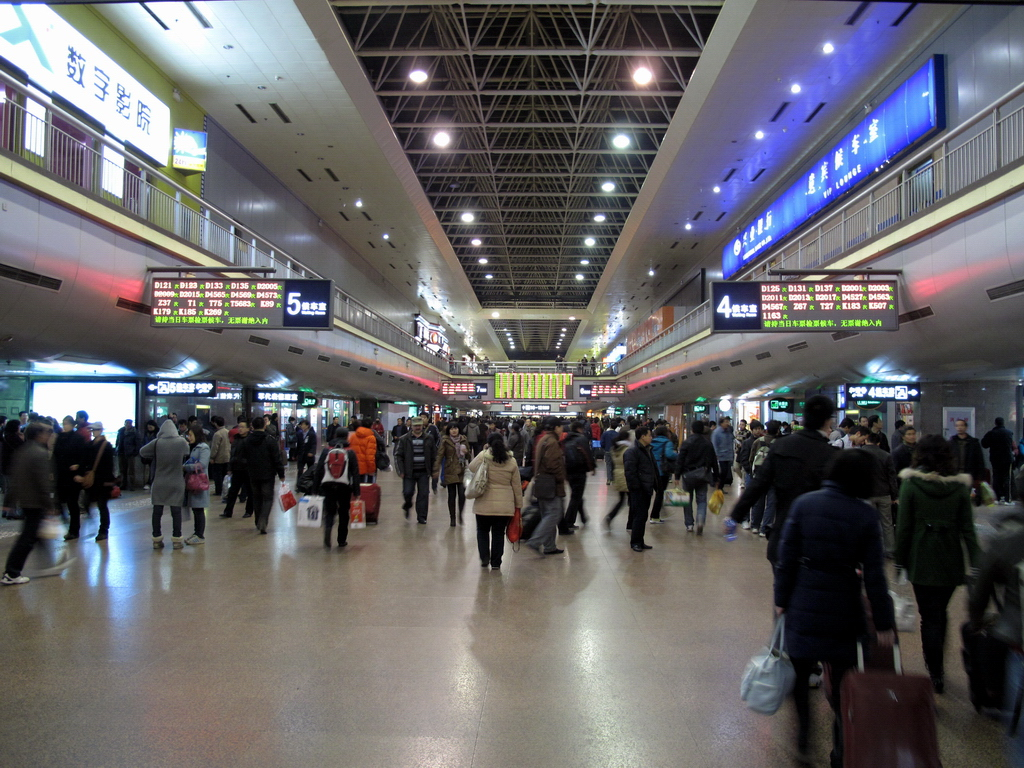
北京西站候车室（2009年11月）

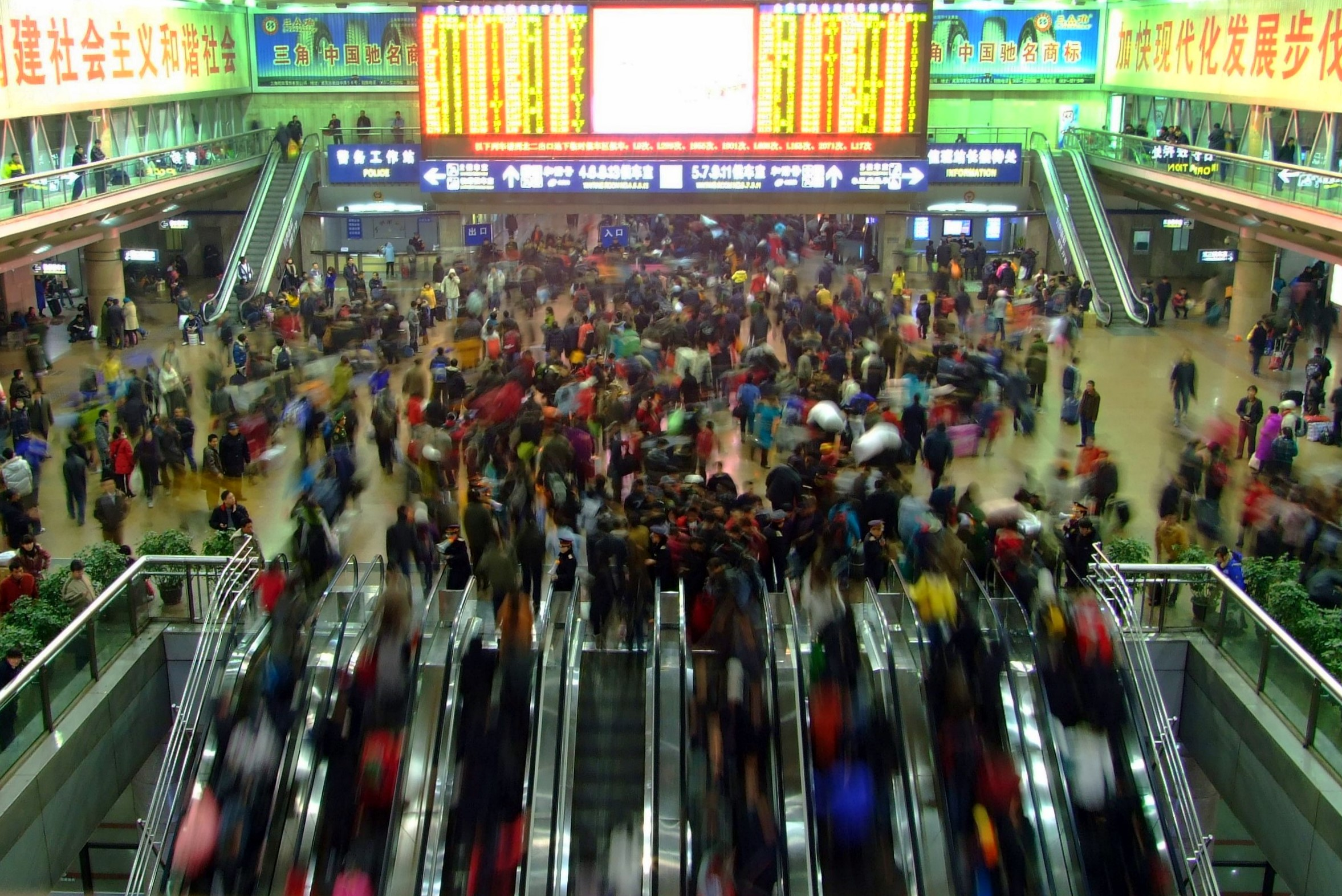
2009年春运时北京西站进站厅

1996年1月21日，北京西站赶及在当年春运开始之前正式開通運營，27对进京列车改为北京西站到发。当日上午，国务院总理李鹏和吴邦国、尉健行、罗干等中央领导和有关部门负责人、参建单位代表以及外国驻华使馆官员共1000多人参加了在北京西站举行的开通运营典礼。李鹏等人向北京西站领导授予了开通运营纪念匾，并向16个建筑单位授予了江泽民总书记题写的“北京西站”纪念匾。随后，李鹏来到一号站台，为北京西站开通运营剪彩。上午10时30分，剪綵后，由东风4B型1893号“毛澤東號”機車牽引，发往长沙的1次特快旅客列車成为从北京西站始发的第一趟列车。次日凌晨3时29分，由郑州始发的254次列车（原终到北京南）成为首班抵达北京西站的列车。1998年8月8日，京广线京郑段电气化工程完工通車，自此北京西站正式实现电气化。
北京西站在可行性研究和立项时就已确定为中国最大的铁路客运站，在开通运营时曾经是亚洲最大的铁路客运站。车站总用地面积62公顷，总建筑面积达180万平方米，其中主站房建筑面积43万平方米，是北京站的7倍。按原设计规划，北京西站一期设6个旅客站台、13条股道，客车接发能力为每日60对，二期设9个旅客站台、19条股道，客车接发能力为每日90对，日乘降人数达60万人。车站采用“上进下出”方式，即地面以上为旅客进站、候车系统，地下部分为旅客出站系统，地下负二层设有4个出站口。
| 车次      | 目的地    | 离京时间 | 抵京时间 |
| --------- | --------- | -------- | -------- |
| 01/2次    | 长沙      | 08:54    | 20:29    |
| 05/6次    | 南宁      | 23:20    | 09:21    |
| 07/8次    | 成都      | 23:08    | 17:35    |
| 09/10次   | 重庆      | 11:23    | 05:42    |
| 015/16次  | 广州      | 09:22    | 04:37    |
| 029/30次  | 广州      | 22:19    | 06:07    |
| 035/36次  | 西安      | 18:57    | 16:51    |
| 037/38次  | 武昌      | 18:07    | 13:28    |
| 041/42次  | 西安      | 13:23    | 11:35    |
| 047/48次  | 广州      | 19:19    | 08:56    |
| 049/50次  | 宜昌      | 00:31    | 19:45    |
| 061/62次  | 昆明      | 11:58    | 21:29    |
| 067/68次  | 南昌      | 07:37    | 22:23    |
| 069/70次  | 乌鲁木齐  | 21:17    | 14:47    |
| 075/76次  | 兰州/西宁 | 09:16    | 05:07    |
| 079/80次  | 郑州      | 22:31    | 06:46    |
| 087/88次  | 贵阳      | 19:51    | 17:01    |
| 097/98次  | 石家庄    | 08:31    | 12:43    |
| 099/100次 | 湛江      | 01:43    | 20:50    |
| 163/164次 | 成都      | 17:05    | 03:40    |
| 189/190次 | 重庆      | 14:02    | 23:11    |
| 227/228次 | 郑州/信阳 | 00:40    | 22:48    |
| 231/232次 | 洛阳      | 05:47    | 10:38    |
| 245/246次 | 武昌      | 13:00    | 04:05    |
| 253/254次 | 郑州      | 11:40    | 03:29    |
| 373/374次 | 运城      | 15:32    | 08:33    |
| 389/390次 | 太原      | 10:20    | 18:35    |

### 改建与扩建

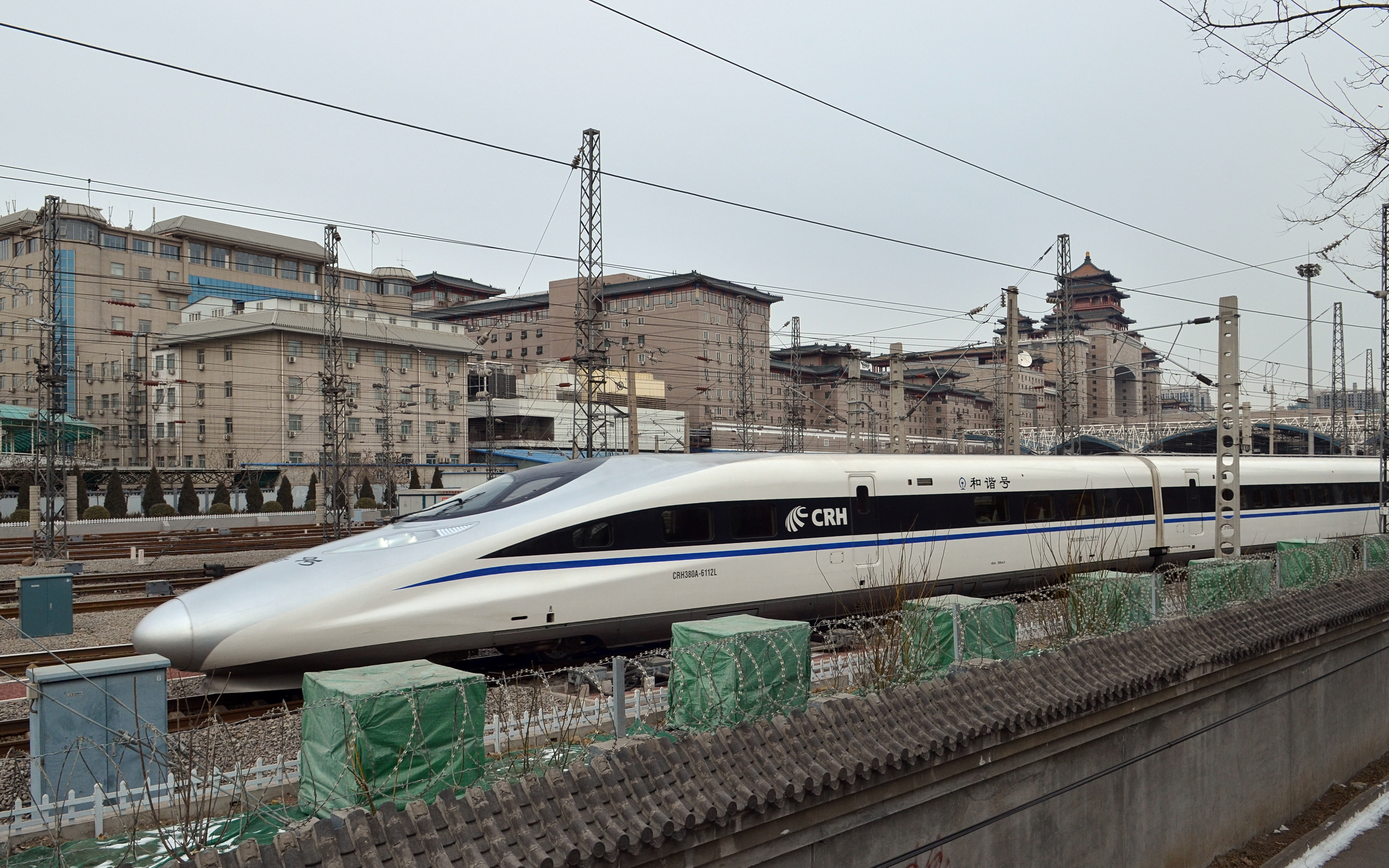
CRH380AL型动车组正驶离北京西站（2013年2月）

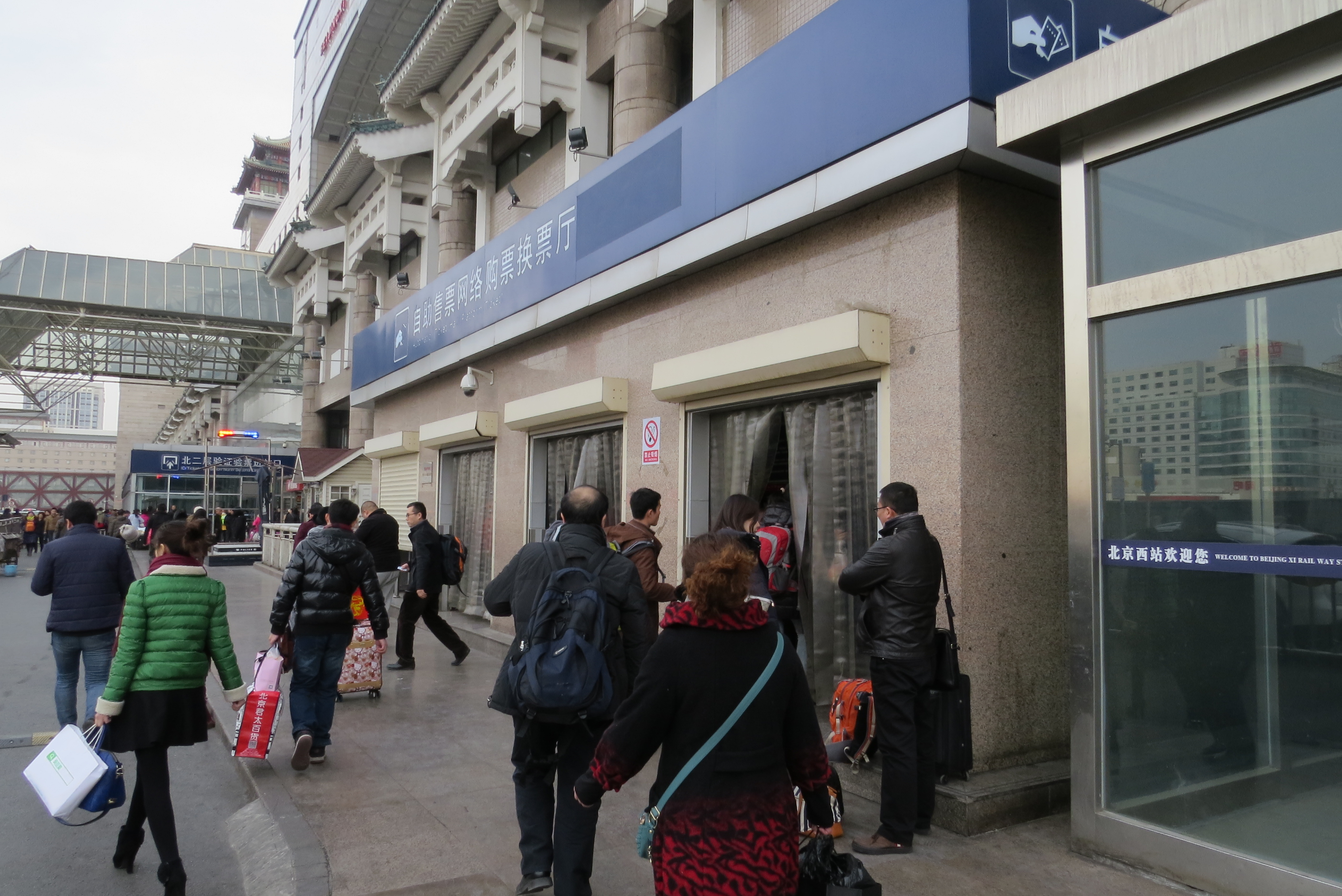
位于北广场二层的一个自动售票厅（2015年1月），电子客票推广后已不再使用

北京西站日发送列车设计能力为60至70对，但春运高峰期期间实际列车发送量却高达90至100对，这种超负荷运营对本就不完善的车站设施造成很大的压力。2001年，北京市政府借北京申奥之机启动针对首都机场及其周边、北京各大火车站及其周边环境的“进京第一印象”工程，西站地区管委办因此对北京西站的公共设备和场所进行全面整治和改造，但西客站接发列车的能力仍然紧张。至2003年下半年，铁道部及北京铁路局启动了北京西站二期工程，在原有6个站台的基础上增设7、8、9三个站台，工程完成后北京西站日发送列车设计能力提升到137对。同时，对车站站台进行大规模改造，包括改善采光设施、改造雨篷、增高站台等。同年10月2日，北京西站出入境联检厅启用，以供京九直通车（Z97次）乘客使用，京九直通车因此不再停靠常平站。改造后的北京西站雨棚是国内首例大跨度钢结构雨棚。
2005年，为配合北京南站封站改造，北京西站又扩建了9号站台和新建10号站台，以分流部分北京南站的旅客客流。此外，在扩建工程中，同时对1至7号站台的雨棚进行改建，并新建8至10号站台的雨棚，采用大跨度、弧形、钢桁架结构的无站台柱雨棚。
2009年2月，北京西站在2009年春运期间上下車的旅客超過1300萬人次，创下建站以來的最高記錄。
根据《中长期铁路网规划（2008年调整）》，北京枢纽引入线路相应进行了调整。北京铁路枢纽形成以北京站、北京南站、北京西站、北京北站、通州站、星火站及丰台站七座客运站的布局。由于丰台站改扩建计划搁浅，京石客运专线在近期引入北京西站，丰台站新站建成后再引入丰台站。为此北京西站需要进行自其建站以来最大规模的改造，根据铁道部下达的《关于京石客专引入北京西站改造工程可行性研究的批复》、《关于京石客专引入北京西站站房改造工程初步设计的批复》文件，北京西站将在高架候车室、客运服务系统工程、南站房贵宾候车室、枢纽换乘设施相关改造四方面进行改造，其中主要工程包括封闭车站第二至第九站台之间既有高架候车室内的天井，增加6600平方米的高架候车空间；增加纸质磁卡票制票机、自动售票机及必要的网络设备；将南站房票务中心二层改造为贵宾区；以及打通东、西出站通道南出口，使旅客能够直达南广场交通枢纽。高架候车室的改造工程原计划于2012年4月初动工，受此影响共有159趟列车的运行时刻为此进行调整；但由于铁路部门考虑到扩建高架候车室不仅预算费用高，而且也会给架设立柱的站台带来不便，最终取消了高架候车室的改造工程，改为利用现有候车室资源调配京石客运专线的客流。
早于1959年已经提出、连接北京站与北京西站的北京地下直径线于2005年12月开工，2015年3月20日建成通车。地下直径线使北京站与北京西站同时具备来自京哈线等方向的旅客列车接发能力。根据铁路的发展规划，北京西站的运力将持续逐年增长，预计到2020年北京西站日接发列车数量达到137对，其中高速列车79对。
2019年1月14日，北京西站的5个出站口被重新编号：原北二出站口改称“出站口1（西北）”，原北一出站口改称“出站口2（东北）”，原南一出站口改称“出站口3（东南）”，原南二出站口改称“出站口4（西南）”，原南三出站口改称“出站口5（南广场东）”。

## 京九直通车出入境联检厅与北京铁路口岸
北京铁路口岸位於北京西站京九直通车出入境联检厅内。2003年10月2日，经改建后北京西站新建并启用出入境联检厅，供京九直通车（Z97/98次旅客列车）乘客使用，京九直通车因此不再停靠東莞常平站。乘坐Z97/98次列车出发和到达的旅客不通过南北广场的一般进站口出入北京西站，而是通过北广场进站口西侧的出入境联检大厅，进出专用站台和候车厅需经过检验检疫、边防检查、海关检查。北京铁路口岸仅为客运对外开放，国际铁路货运则通过丰台货运口岸出口。
北京铁路口岸建筑面积2600平方米，是国家一类口岸，也是北京唯一的铁路客运口岸。2003年10月，为落实“内地与香港关于建立更紧密经贸关系的安排（CEPA）”，经国务院批准，北京铁路口岸临时开放。2009年11月，经国务院批复同意，北京铁路口岸宣布正式运行。2017年12月28日起，持53个国家护照的旅客搭乘京九直通车，并提供144小时内确定日期、座位前往第三国（地区）的联程客票，且从北京铁路口岸入境或出境的，可在北京市、天津市、河北省行政区域内免签停留144小时。
北京铁路口岸运行以来，开辟了京港两地间除航空以外的重要直达通道，方便了两地人员往来并加强了经贸合作。
之所以说北京西站内办理前往香港红磡站的直通车的口岸是北京唯一的铁路客运口岸，是因为虽然北京站开行有到发俄罗斯莫斯科、蒙古乌兰巴托和朝鲜平壤的国际联运旅客列车，但是这些列车会在中俄、中蒙和中朝边境停车，旅客需下车办理出入境手续，因此北京站并未设置有联检大厅，而本站开往越南河内的列车则需要在南宁站中转换乘，并在列车中方一侧运行时完成出境手续，入境越南后运行完成越方入境手续，反之亦然。另外来往本站与香港西九龙站的京港高速动车组列车和京港卧铺动车组列车，由于在香港西九龙站设置有广深港高铁西九龙站口岸进行一地两检，故也不使用此铁路口岸。由于京港动卧实质上取代了京九普速直通车，国务院于2024年7月5日批准将北京西站铁路口岸关闭，并由海关总署2024年7月31日官宣关闭口岸。

## 车站结构

### 站房建筑

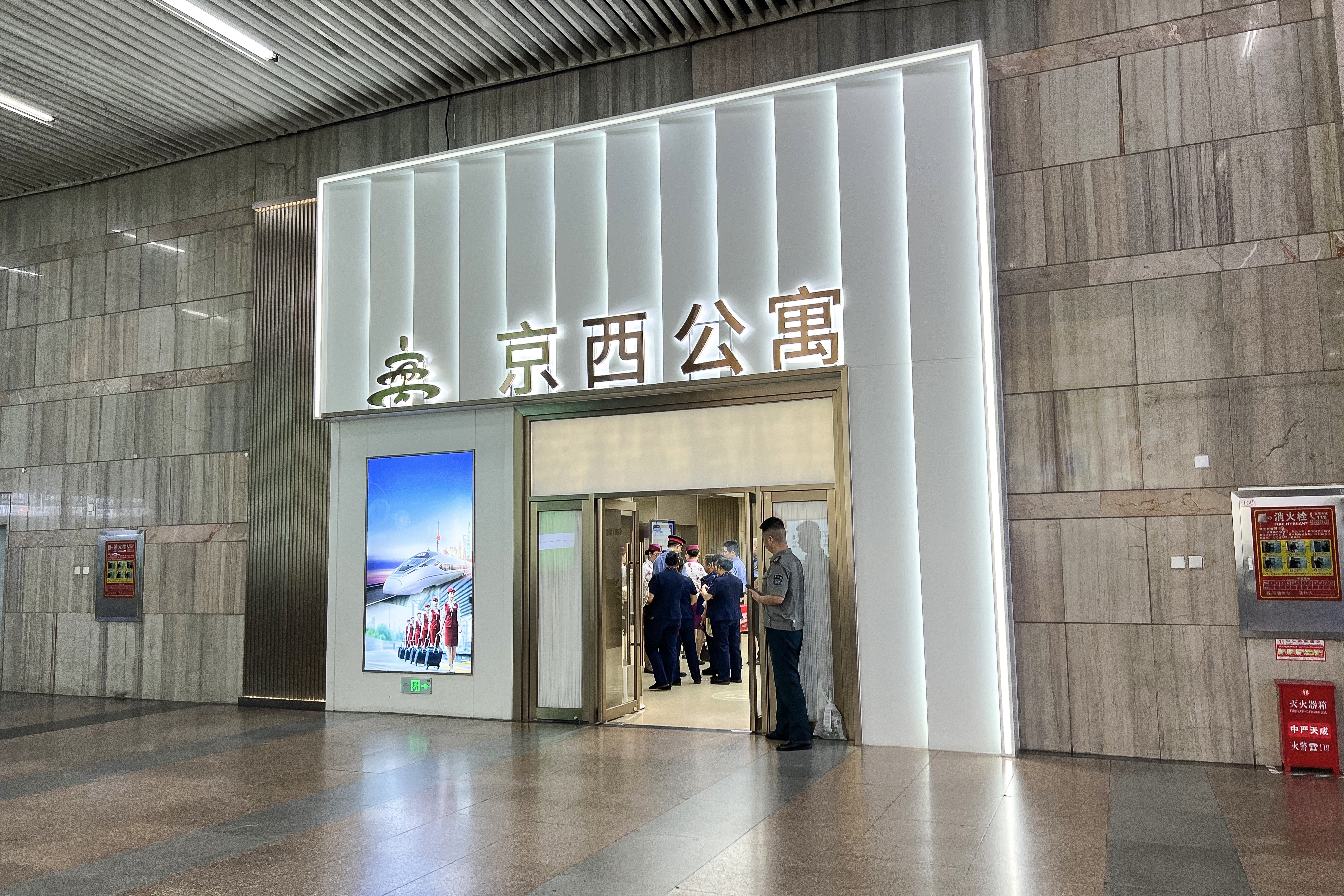
位于地下二层的京西公寓东区入口

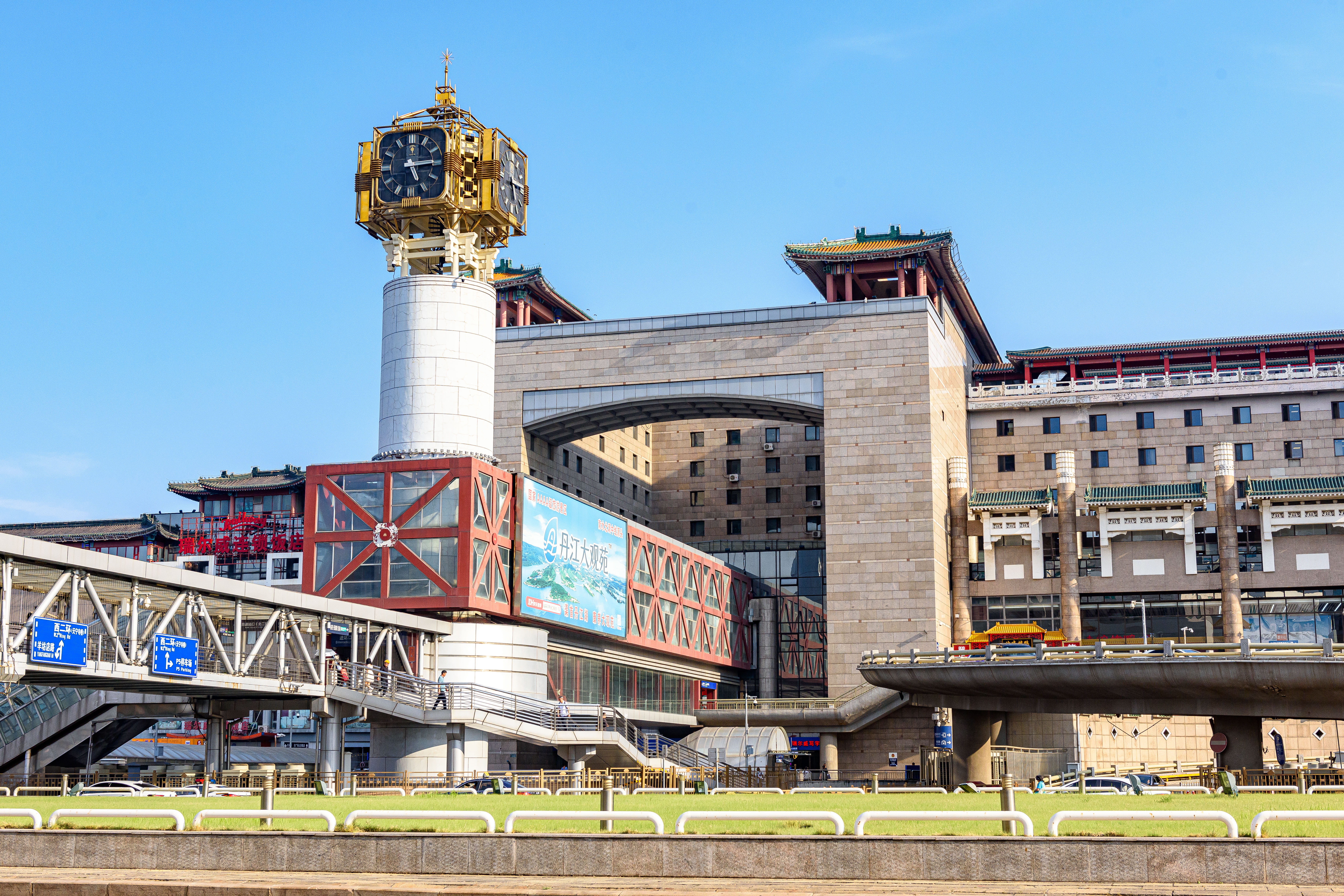
北京西站北广场主楼东侧的钟楼与东方体（瑞尔威写字楼B座）

北京西站主体建筑分为北站房、高架候车厅、南站房三部分。
北站房东西跨度740米，自西向东分为7个设计段：西配楼、西附楼、西方体、主楼、东方体、东附楼、东配楼。考虑到地铁预留结构下穿车站，北站房中央设计为净宽43.8米、高50米的门洞，门洞上方为底座长宽均为27米、总高40米的门楼，门楼顶端距地面102米；门洞上部大梁及主亭为钢结构，门洞两侧筒体为钢骨混凝土结构，主楼其余部分为钢筋混凝土结构；门洞下方则为北站房中央大厅，大厅顶棚网架采用玻璃屋面，地上二层大厅外设有车辆送客平台。北站房主楼地上共有15层，其中4层及以上楼层为标准层，设有北京房建公寓段京西行车公寓，为中国铁路最大的路网型行车公寓，行车公寓入口则设于车站地下二层北侧。北站房主楼两侧的方体亦设计有“门洞”结构，主要用于办公及综合商业服务，此两个门洞二层向北引出上跨莲花池东路的过街天桥，并与北侧的商务楼（瑞海大厦、中裕大厦）连通。东西附楼及配楼则为旅馆和办公用房，其中东西两座附楼均由国铁北京局旗下中国铁道旅行社子公司运营。
南站房东西向全长201米，中央段设8层，其中四层以上为客房，顶层亦设有亭廊。
高架候车厅地上二层与南北站房相连，共设置10个候车大厅，其中有三个候车厅各自被划分为两个候车室（1、3候车室，10、12候车室，11、13候车室），地下二层为地铁站厅。

### 站线布置

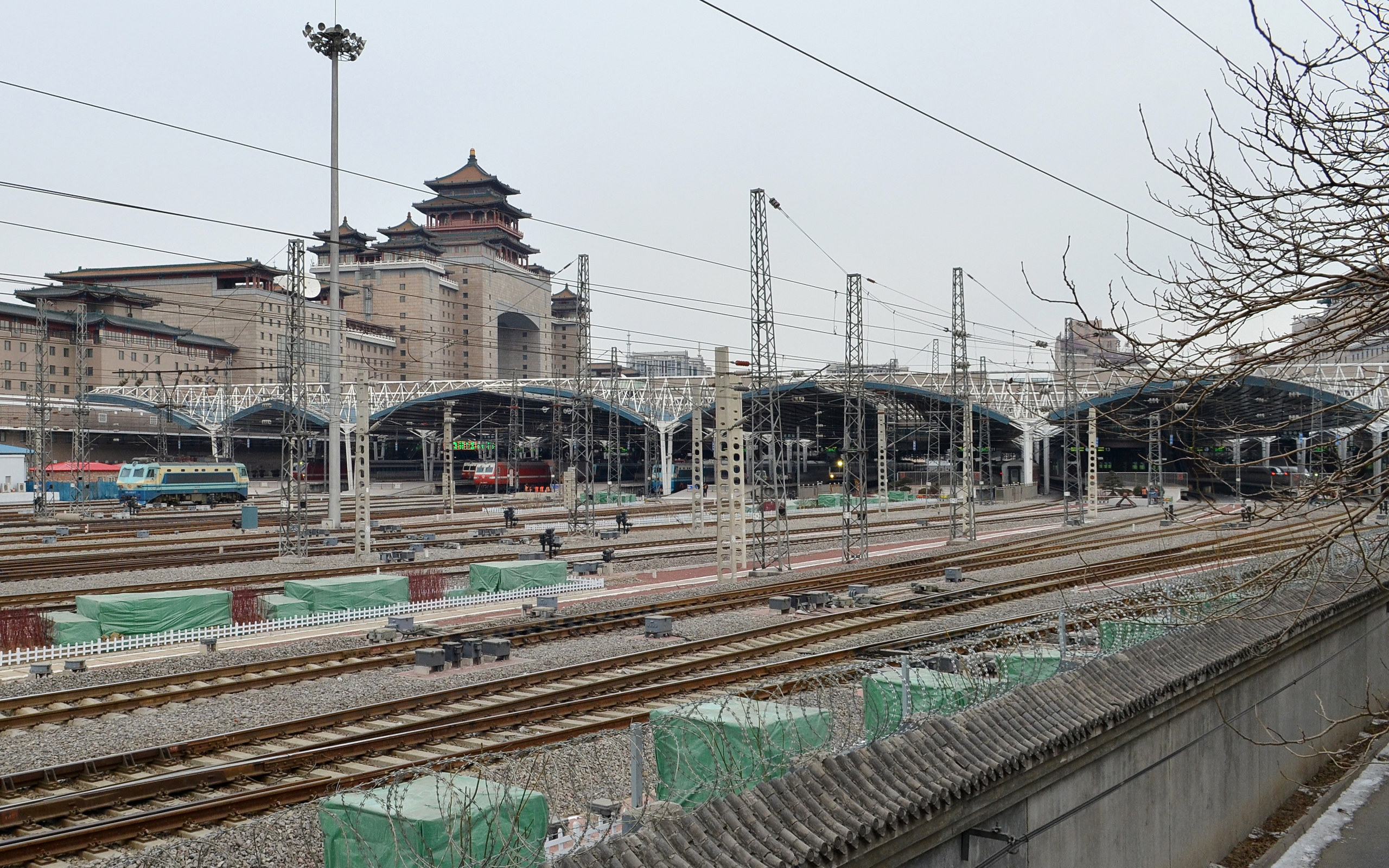
北京西站軌道（2013年2月）

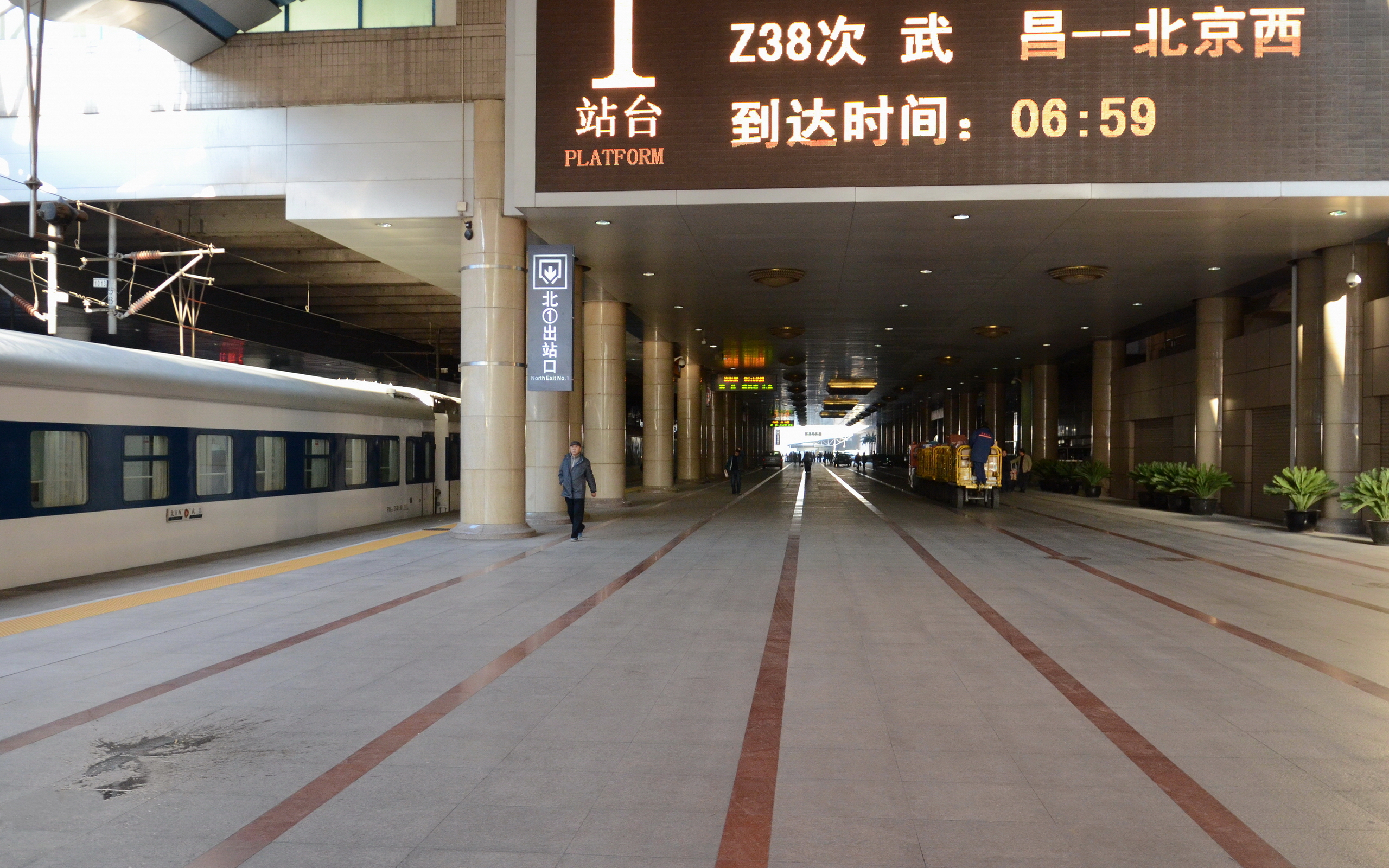
北京西站1号站台（2011年4月）

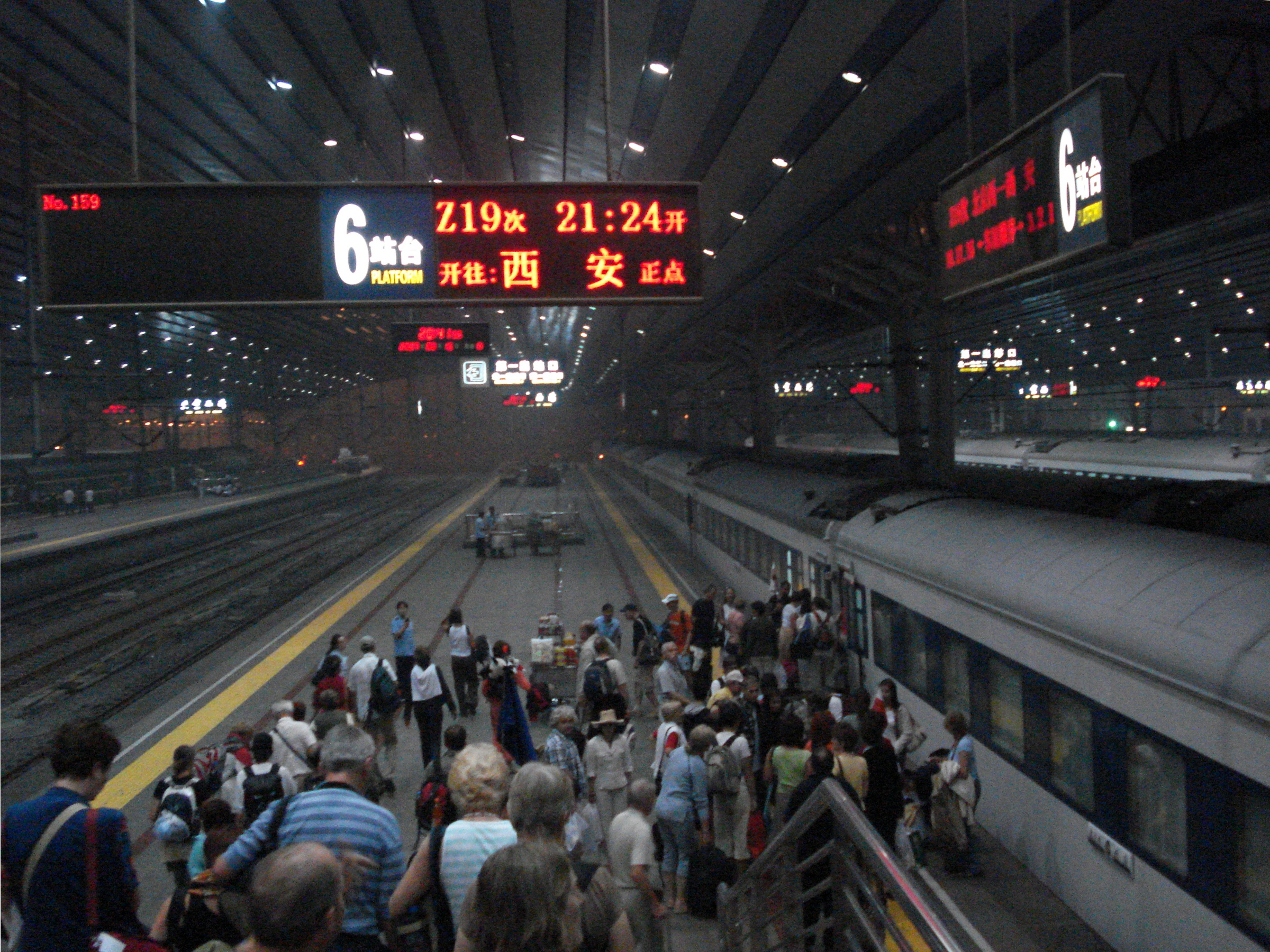
北京西站6号站台（2007年9月）

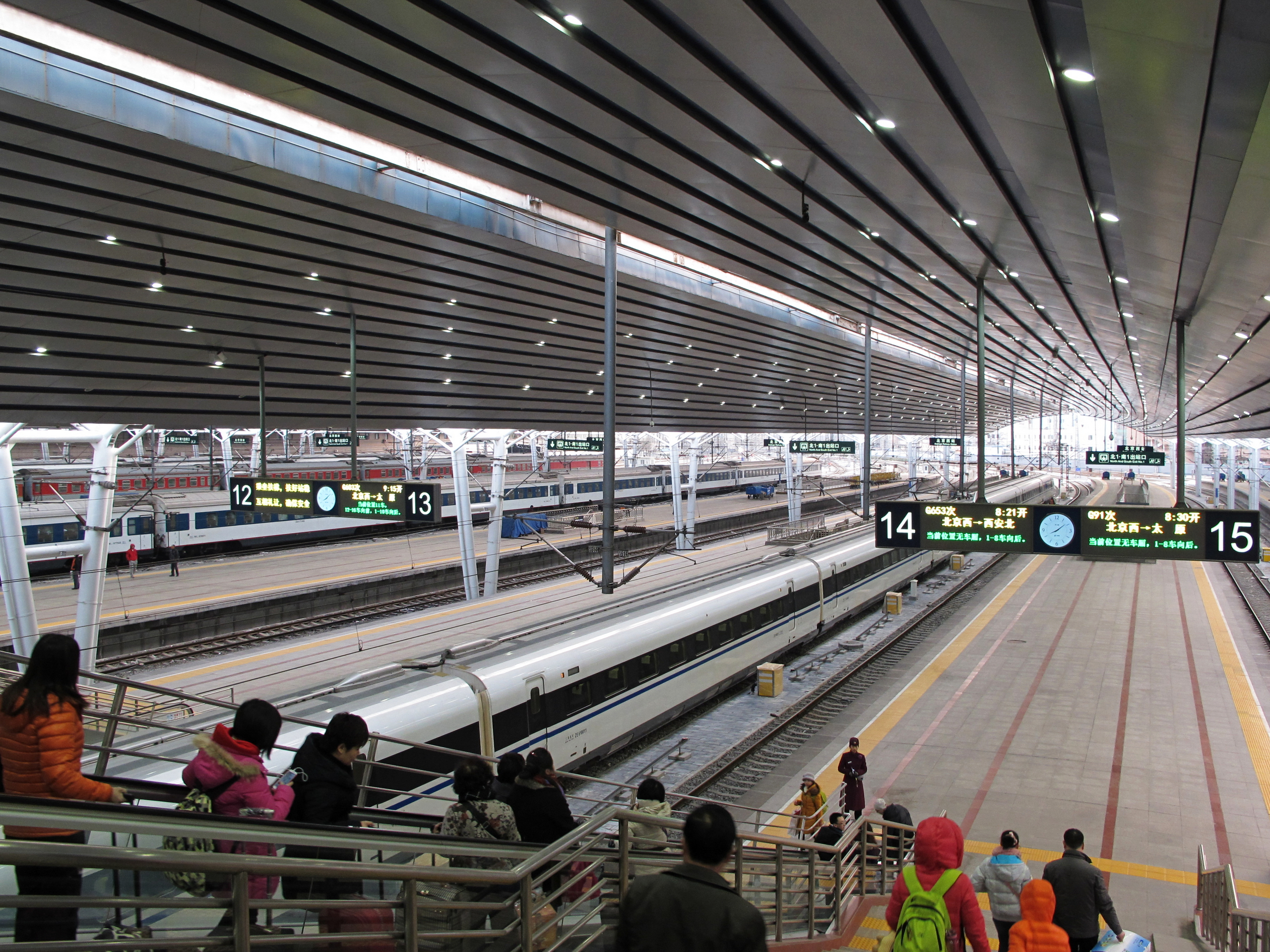
北京西站14，15號站台（2013年2月）

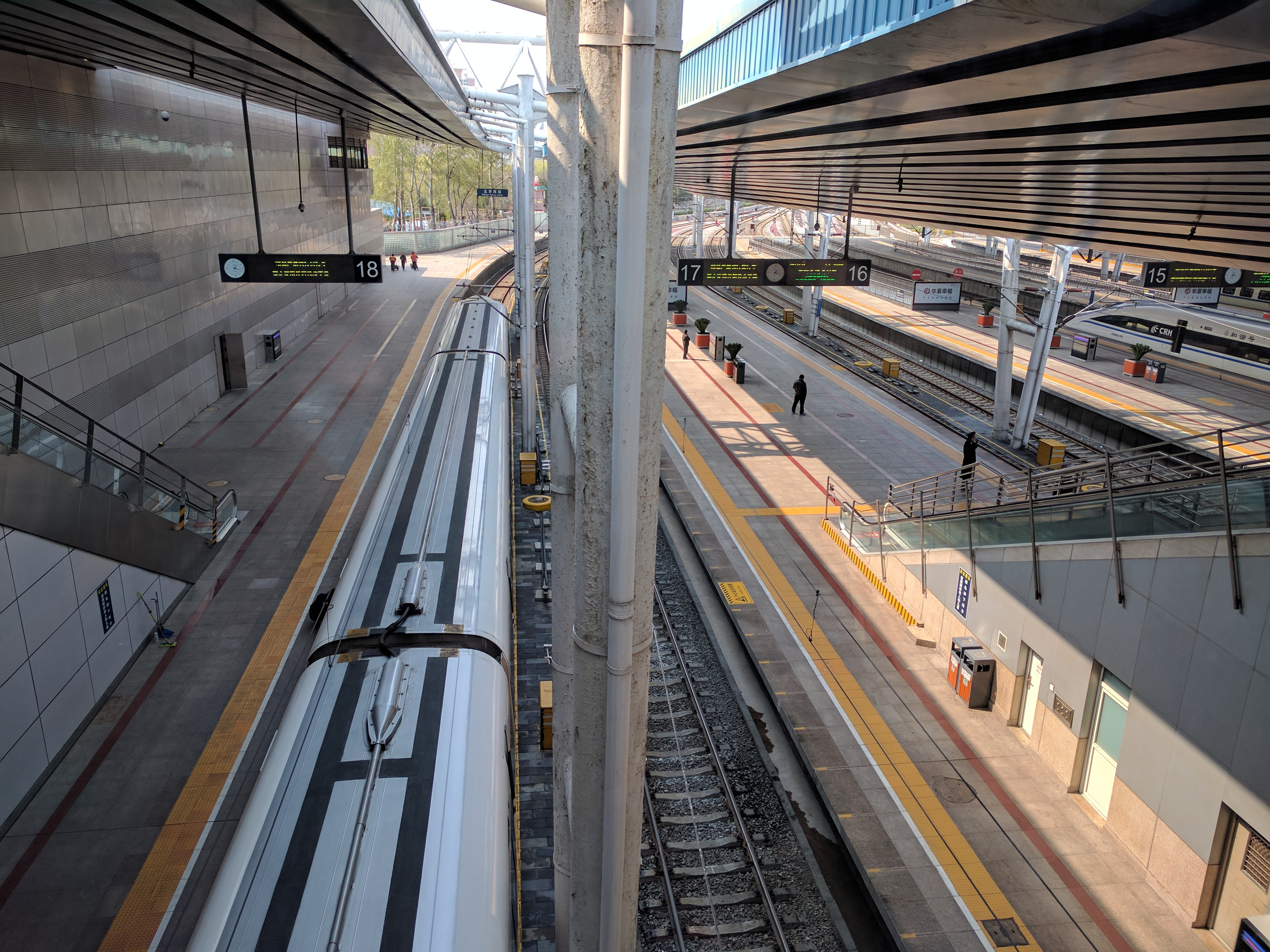
北京西站17、18号站台（2017年3月）

北京西站目前设有10个站台（18个站台面），其中1、18站台为侧式站台，其余为岛式站台，站台上方为雨棚及13个候车室。在北京西站的高架候车室中，1至7号候车室为普速候车室，8至13号为动车组列车（D、G字头）候车室。1号候车室为软席候车室，2号及10号候车室分别是普速场和高速场的重点旅客候车室，12号候车室为商务座候车室。
| 北                                                           |          |          |
| 1号站台                                                      |          |          |
| 到发线（1道）                                                |          |          |
| 到发线（2道）                                                |          |          |
| 2号站台 3号站台                                              |          |          |
| 到发线（3道）                                                |          |          |
| 到发线（4道）                                                |          |          |
| 4号站台 5号站台                                              |          |          |
| 到发线（5道）                                                |          |          |
| ←京广线方向——机走线（6道）——京九线方向→                      |          |          |
| 到发线（7道）                                                |          |          |
| 6号站台 7号站台                                              |          |          |
| 到发线（8道）                                                |          |          |
| 到发线（9道）                                                |          |          |
| 8号站台 9号站台                                              |          |          |
| 到发线（10道）                                               |          |          |
| 机走线（11道）（此线及其以北为西长联络线、京九线列车到发线） |          |          |
| 到发线（12道）（此线以南为京广高铁到发线）                   |          |          |
| 10号站台 11号站台                                            |          |          |
| 到发线（13道）                                               |          |          |
| 到发线（14道）                                               |          |          |
| 12号站台 13号站台                                            |          |          |
| 到发线（15道）                                               |          |          |
| 到发线（16道）                                               |          |          |
| 14号站台 15号站台                                            |          |          |
| 到发线（17道）                                               |          |          |
| 到发线（18道）                                               |          |          |
| 16号站台 17号站台                                            |          |          |
| 到发线（19道）                                               |          |          |
| 到发线（20道）                                               |          |          |
| 南                                                           | 18号站台 | 18号站台 |

## 管辖范围
该站历经数次生产布局调整方案后，截至2021年2月共下辖6座车站及3座线路所，其中北京大兴站归大兴机场站管理，李营站、白盆窑线路所归广安门站管理，柳村线路所归丰台站管理。2024年12月28日，怀兴城际铁路廊兴段开通，新开通各站均由北京西站管理。

## 争议及批评

### 建筑风格

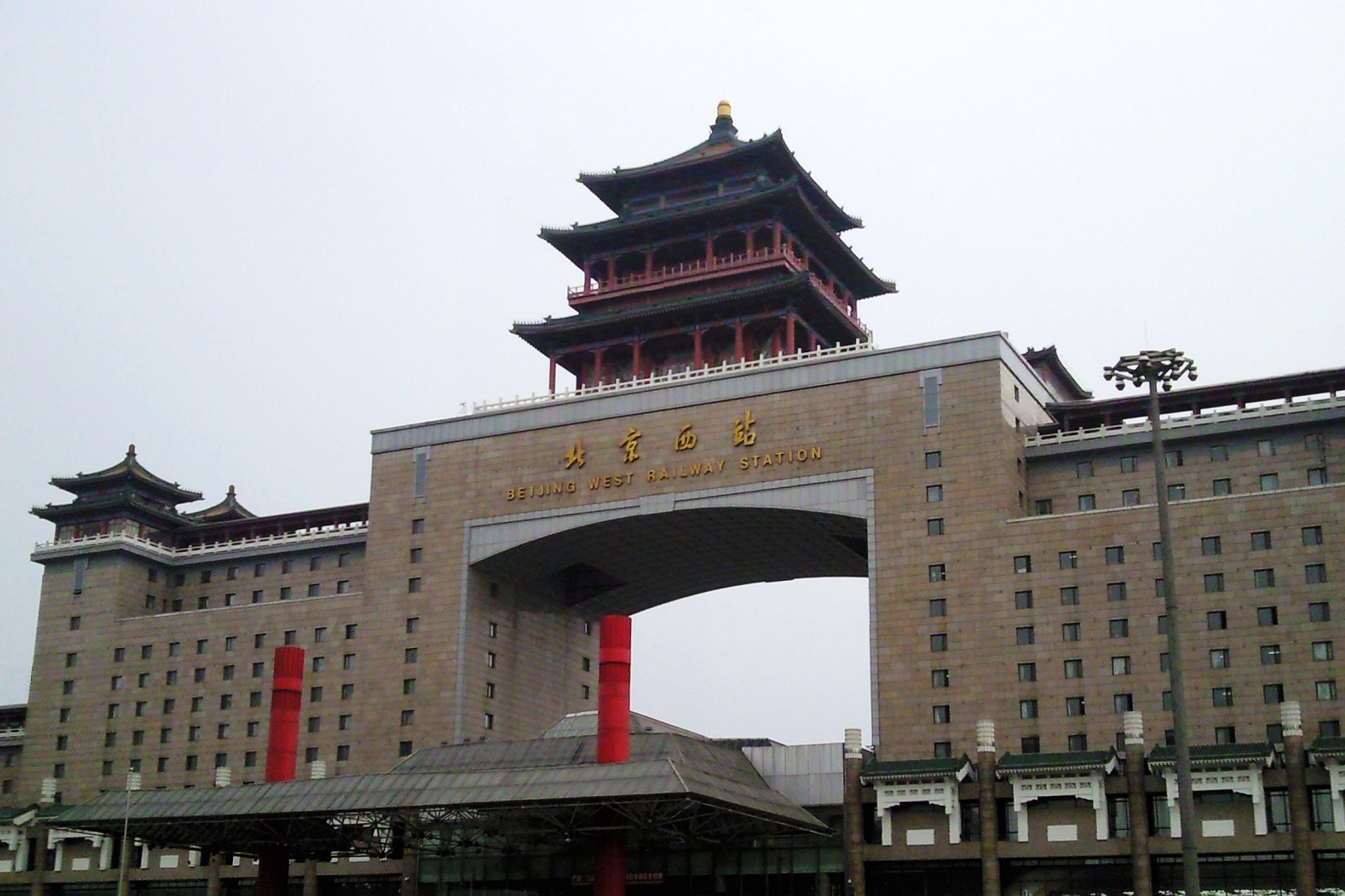
北京西站北站房的“大亭子”和“门洞”

北京西站在建设的过程中时就成为颇受争议的建筑，争论的焦点正是耸立于北站房上的复古式亭子，以及正中的巨大孔洞。有评论认为这是成功结合了古都风貌和现代感的建筑群体，但也有专家认为这是一个在“夺回古都风貌”的口号下出现的“复古倒退”的败笔。
1986年开始，时任北京市市长、市委书记陈希同提出“维护古都风貌”口号，从而使北京这一时期的许多建筑都用加盖大屋顶来赋予当代建筑以传统元素。当代中国建筑大师张开济是对这种风气的主要反对者，曾多次对此进行强力批评。他认为北京西站也是“夺回古都风貌”的主要极端化发展举动之一，以“建筑戴帽”作为“维护古都风貌”的手段是“以假乱真”。在1991年，张开济曾经在致北京市长陈希同的一封信中就已提到了这种风气的负面影响。
|                                     | ……陈希同曾经提出要维护古都风貌，夺回古都风貌，提法没错，做法错了。因为他的重点不是保护古建筑，而是在新建筑上大搞复古主义，盖小亭子，作用是以假乱真、喧宾夺主。我很早就提出，不能这么搞。北京西站要搞小亭子，我给他写信，向他提出忠告：“‘小亭子’用得太多了，就会造成新的千篇一律，令人望而生厌”。但结果还是搞了个登峰造极的小亭子，花了八千万。这么大的价钱，没有盖个先进的火车站，反而盖了一个落后的火车站。 |
| ——张开济（2004） ，《张开济访谈录》 | |

|                                   | 我想用几句话概括，‘认真保护古风貌，精心设计新建筑，坚决不搞假古董’。北京西客站那样的设计，和现代的设计思想是背道而驰的。一个交通设施以什么为设计思想呢？那就是高效率。火车停在站台上，旅客能以最短的距离、最少的时间、最快的速度上车，这是一个火车站设计的原则。 |
| ——张开济（2004） ，《文化自白書》 | |

前北京市建筑设计研究院高级建筑师朱嘉禄，于1990年代初曾担当北京西站建设工程总设计师，于2009年接受媒体采访时坦言，北京西站的外观设计曾受到了一定的领导喜好影响。
|                  | 民族形式是领导最初就提出的要求之一。开始我们只是在站房两端放了两个钟楼，但有关领导不同意，于是我们又改成稍微小些的亭子，还是不行，最后的结果就成了这个高达30米的大屋顶。 |
| ——朱嘉禄（2009） | |

另一方面，也有部分市民质疑北京西站的“中空”设计，认为这造成了一定的空间浪费，而实际上这是配合地铁预埋工程、利用建筑结构的一个手段。由于设计时考虑到北京地铁9号线将从车站的中轴线通过，并在北京西站下方设站。为了防止地面的沉降，因此车站高层建筑均分别在地铁线两侧，形成中央空档。为了改善中央空档的视觉效果，故借鉴中国传统城门楼的设计， 设计成一个宽45米、高50米的“门洞”。

### 建筑质量
自北京西站开通运营以来，其质量问题一直为人诟病，暴露的问题林林总总。由于当时北京西站曾号称亚洲最大的铁路客运站，因此北京市民也曾讽刺北京西站为“亚洲最大的豆腐渣工程”。
早在北京西站开通运营的前一天晚上，停靠在站台准备剪彩仪式的第一趟列车，因上水胶管漏水，导致道床下沉，施工人员不得不连夜进行加固道床工程，确保第二天顺利通车。1997年7月28日下午，北京西站地区遭受大风袭击，强旋风导致玻璃顶棚局部损坏，170多块玻璃随风飘落，砸坏平台上的8辆汽车，幸未伤及途人。类似的情况于1998年8月12日再次发生，但由于经受上次经验以后玻璃顶棚获得加固，故这次破损较为轻微，仅未经改造部分有8块玻璃破损。此外，其他问题包括装饰天花板大块撕裂下坠、售票大厅吊灯下坠、地板拱起等。
其中最严重的问题是漏水。由于屋顶渗漏，墙面剥落、地面积水、渗水痕迹随处可见，1997年、1998年的情况最为严重，大雨过后微机房积水近膝；托运处地下仓库2000多平方米的行李房被迫改为存车库，连接行包仓库长达500米的地下通道积水半米，如同人工河；候车室及进站通道房顶多处漏水，需要塑料桶盛载漏水。
造成北京西站质量问题的原因，主要包括施工期短、资金不足，造成车站虽然已经启用但工程实际尚未完成的情况，在根本没有竣工验收的情况下就交付使用。北京西站工程建设总指挥部总工程师杨嗣信曾表示，北京西站是一个“三边”工程，自1993年1月动工，车站长期处于“边设计、边施工、边运营”的状态；而且施工期十分紧张，由于铁道部于1995年10月要求北京西站在1996年春运前投入使用，因此总工期又比合理工期提前超过一年，导致大面积的室内装修、防水工程、水电系统、暖气空调等均需要在不到四个月的时间内完成安装和试验，同时这段期间处于低温和严冬阶段，部分工序如防水试验被迫略過，在不宜施工的季节赶工，结果是车站开通时仍然有许多未完成的工程等待收尾。此外，北京西站的工程款项拖欠惊人，施工期间各厂商、材料供应商不断向施工总包单位索债，至车站开通使用之时站仍拖欠各施工单位的工程款达3亿多元人民币，甚至到开通三年之后拖欠款项仍有2亿多元人民币，并有厂商为欠款向法院起诉，资金问题导致车站的完善、收尾和竣工验收等工作无法如常进行。于1996年投入使用的北京西站，至1999年12月才由铁路部、北京铁路局和北京市政府等有关部门及北京西站工程建设总指挥部等单位进行初验。2001年8月7日，铁道部和北京市政府联合向国家计委提交了申请北京西站工程国家验收的报告。同年12月，北京西站工程国家验收委员会对北京西站铁路及城市配套工程进行了正式验收，其设计、施工质量总评为合格。

### 交通配套

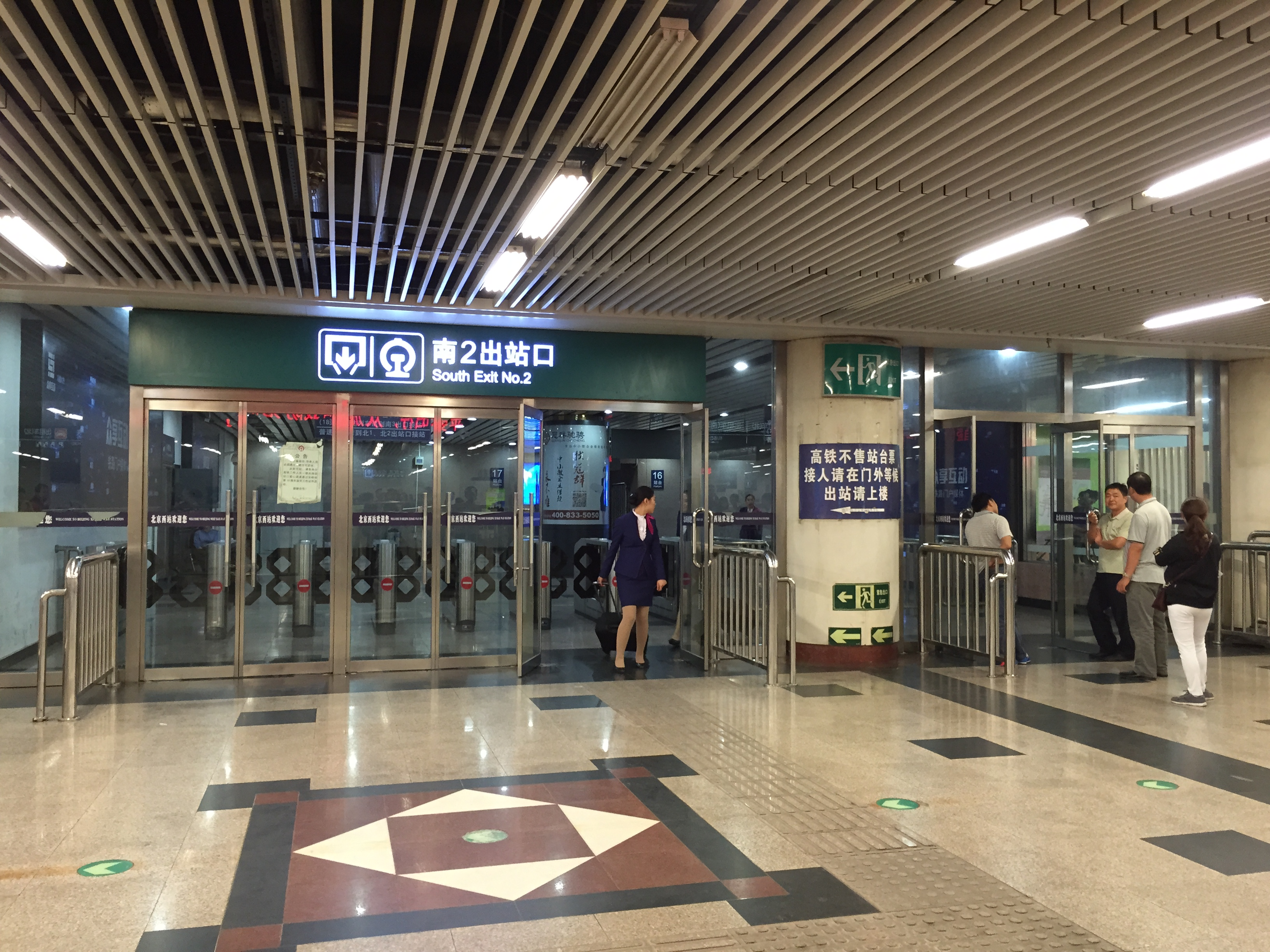
北京西站南2出站口，乘坐高速动车组列车的乘客大多由此出站

按照当时规划，北京西站是作为一个集火车站、地铁站、公共交通、邮电枢纽、商业服务、金融为一体的现代化特大型综合性立体交通枢纽、多功能综合中心，北京地铁7号线和9号线在北京西站底下穿过并设站。按照原规划设计，北京西站这座“特大型综合性立体交通枢纽”的分流畅通取决于地面及地下配套，旅客分别通过地铁和南、北广场出站，其中地铁分流40%至50%，南北广场各分担约25%至30%的人流。但北京西客站开通运营十几年后，北京地铁7号线和9号线还没有完成，地铁北京西站建筑结构完工后空置了十几年，南广场出站系统没有启用，从而导致北京西站地区多年来一直面带严峻的交通问题，北广场负荷过重。对旅客来说更是面对“进站难，出站难，接人难，停车难”的“四难”。
2005年初，一批北京市社科院专家启动了对北京西站的交通问题的调研。历时一年完成的研究报告指出，西客站周边公交运量的增加速度，远不及铁路运量增速。由1996年至2004年，北京西站铁路年旅客运输量从1742万增加到4906万，增长了182%，而同期的公交运量从1420万增加到2539万，增加了78.8%；而南、北广场的公交运力分布又严重悬殊，西站北广场有50多条公交线路，而南广场仅4条始发线路。

### 运营管理

#### 以商养站

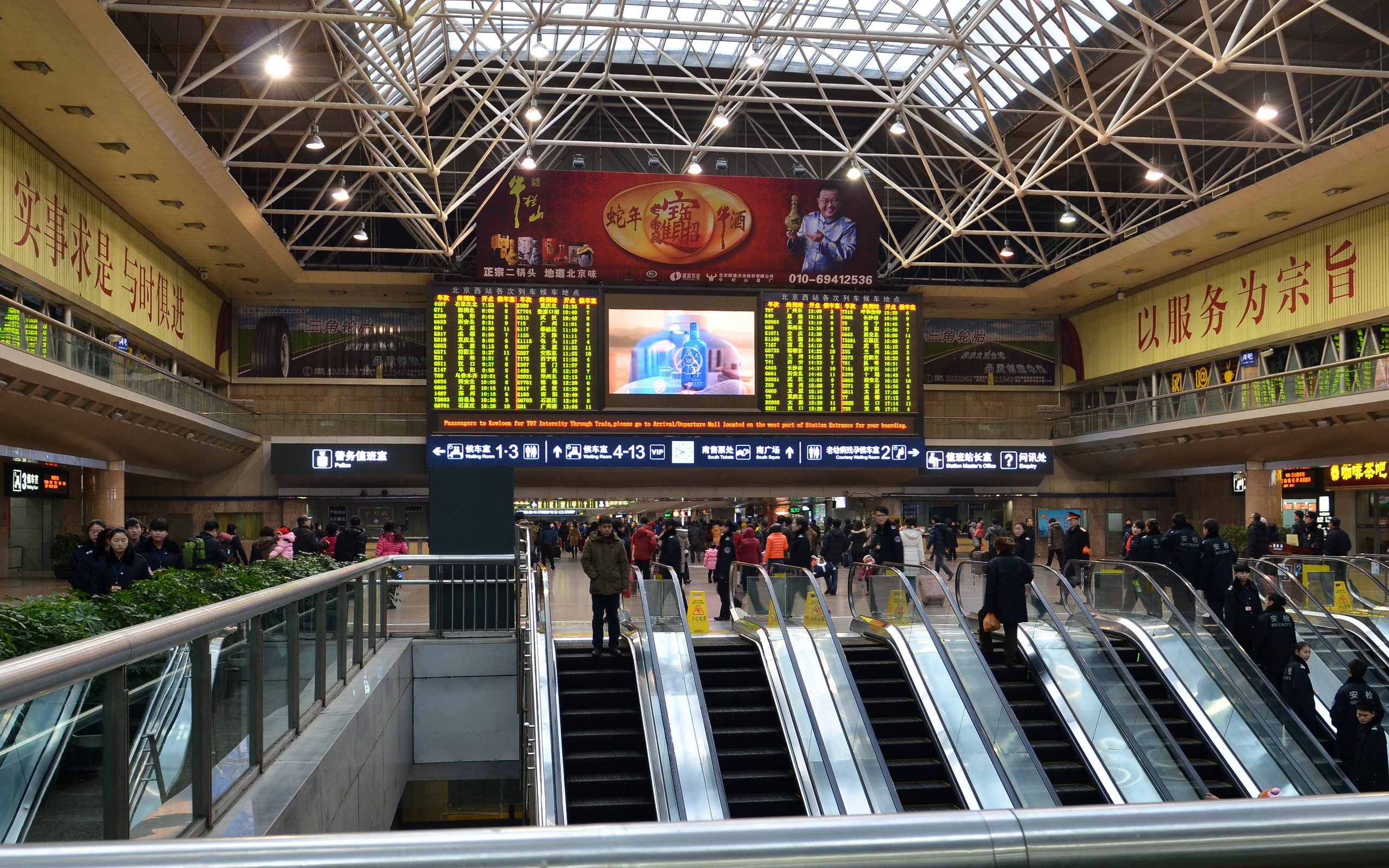
北京西站进站大厅（2013年2月）

《社科院报告》显示，除了地铁之外，原规划之中未建成的工程还包括南广场及其配套设施、主站房东南区域的道路及市政管线，南站房及附属用房的永久电力开闭站，供北广场和地下自行车道等区域照明的永久配电室等均未建成，机动车停车设施严重不足。 出站系统方面，原设计的29部电梯只安装了14部。
北京西站大量后续工程无法完成，主要原因的维护资金严重短缺。1996年前后，北京西站的投资方铁道部与北京市政府就资产进行交割、划分，双方形成约定，“凡是凭票进入的（区域）归属铁道部，不凭票的则归属北京市”，于是西站的进站系统，即高架候车厅部分，归属铁道部；而出站系统（包括车站广场、交通配套等），主要是地下一、二层，归属北京市政府。对于出站系统的运营维护，北京市政府确定“以商养站”模式，建议经营性资产通过租赁、承包等方式收取租金和承包金；公益性资产通过物业管理的方式收取物业费和折旧费，然后用这些资金维护、更新和改造出站系统的设施设备。在这种背景下，北京市成立恒兴集团，隶属北京市住房和城乡建设委员会（市建委），承担出站系统三大任务：保证旅客安全顺畅出站、卫生清洁和硬件维护保养。
但事实表明，“以商养站”模式的效果极差。维持出站系统的营运费用远高于经营性资产所带来的收入，十年来恒兴集团共欠债6000万元人民币以上。在资金困境之下，为了节省成本，连带北京西站的运营质量也受到影响。例如在2004年以前，西客站出站大厅常年开灯正常每年需花费900万元人民币，但实际必须控制在400万，关灯节电造成照明不足，而电梯也有限度开通使用。地下中层一个1万多平米的停车场，因通排风故障，恒兴集团无力整修，10年来从未投入使用。
此外，为了通过商业承包改善营运状况，恒兴集团在出站大厅先后开办了京龙、恒兴两个大市场，占地1.2万平方米，占了地下大厅2万多平方米总面积的60%。京龙批发市场面积9700平方米，有622个摊位；恒兴市场共有36个摊位，占地面积约2300平方米。这些摊位租予商户经营服装鞋帽、日用百货、二手电器等。此举也进一步加剧了出站不畅顺。

#### 以国养站
2005年年初，时任北京市副市长吉林主持西客站出站系统改造会议，决定废止“以商养站”模式，改以国家财政投资西客站的维护，这种设想被称为“以国养站”。
面对车站本身由建设期间遗留的质量问题，以及开通运营后大量未完成的“收尾”工程项目，对以往“以商养站”模式的非常严峻的挑战，设备损坏除了无法充分满足旅客需求、导致怨声载道外，也带来了安全隐患的诟病。早于2004年2月2日，北京市政府办公厅下发了《北京市2004年在直接关系群众生活方面拟办的重要实事》，将“整治西站环境”列入“2004年市政府56件实事”，要求消除隐患，以改善西站地区的环境和社会秩序。当时北京西站已经开通运营8年，车站出站系统的硬件设施本身不符合原设计标准，加上没有及时维修、更换，导致大量设备老化、损坏严重。1.5万具照明灯具中只有约5000具能正常发光；1.8万平方米的地面部分损坏；3.5万平方米的地下吊顶天花板严重渗漏；5000余个消防洒水器中有80%不能操作。
2004年，北京市政府投入7000万元人民币对车站设备、消防设施等10项硬件配套进行大规模整改，这是政府资金首次直接投入到北京西站的维护。其中对车站出站系统的地面、吊顶、照明设施进行维修和更换就花费了700万元，此外又对1100米长的消防排烟管道、120个防火卷帘门、2200余个自动报警装置、5000余个消防喷淋器及80余个防火栓进行全面改造更新。而西站地下二层的京龙、恒兴两大市场亦全部拆除，地下大厅恢复原设计的疏散功能，政府为此出资1500万元人民币，主要用于给市场投资方和商户作为违约赔偿金。工程同时将两座过街天桥联通引入西站主楼，旅客进出站可直接走过街天桥；在中央大厅安装电子显示屏显示从西站出发的公交车首、末班时间和线路；修复北广场地下非机动车道照明系统和路面、墙面；将北广场公交停车场和社会停车场北侧绿地压缩，拓展人行步道1000平方米；按照国际标准重新规划安装出站系统的引导标志；完善地区电视监控网络等。整个北京西站出站系统改造工程于2004年12月完成。
此后，北京西站地区公共资产的维护工作，开始纳入北京市政府的财政预算中，至2005年初市政府正式明确了“以国养站”的模式。出站系统的管理责任从2005年初起落户北京西站地区管理委员会（管委会），并确定西站出站系统的非经营性国有资产划给管委会；恒兴集团也分离出西站管理中心，成为独立法人，专门出站系统维护。然而由于积弊之深，“以国养站”又面对着资金来源和划拨成的新问题。
按照规定，管理经费纳入管委会部门预算，北京市财政局只能以管委会借款方式，每年拨款1100万元左右，用于北京西站出站系统的水电、空调暖气和硬件托管、保安保洁等费用。但北京西站仍然有许多经营性资产，例如来自停车场和地下一层、二层的商业部分年收入就达到700万元。出站系统当初未进行资产核算，无法确定资产总额，没有完全剥离经营性资产和非经营性资产，导致政府拨款计算的困难。2005年，管委会联同北京市财政局、市建委对出站系统管理模式进行了为期4个月的调研工作，并于同年9月份向市政府提交了《关于加强北京西站出站系统管理工作的报告》，经市政府研究，确定对西站出站系统实行合约管理、所需经费由市财政保障的管理模式。同时，征求北京市国资委的意见后，确立北京西站出站系统的定位是社会公共服务场所，其国有资产是非经营性的国有资产。从2005年底开始，北京市审计局开始对北京西站出站系统经营进行历时半年的审计。

#### 后续工程

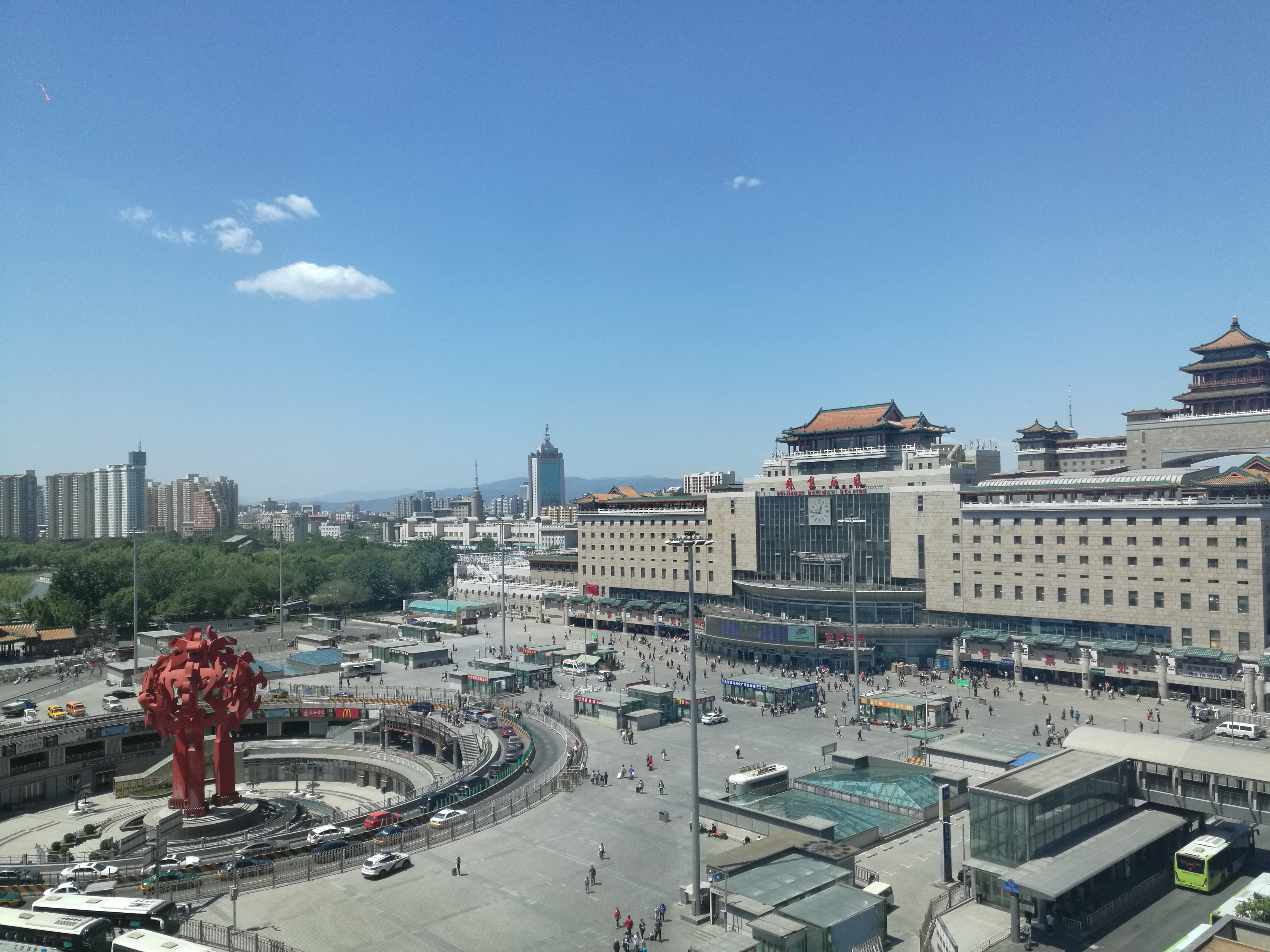
北京西站南站房及南广场

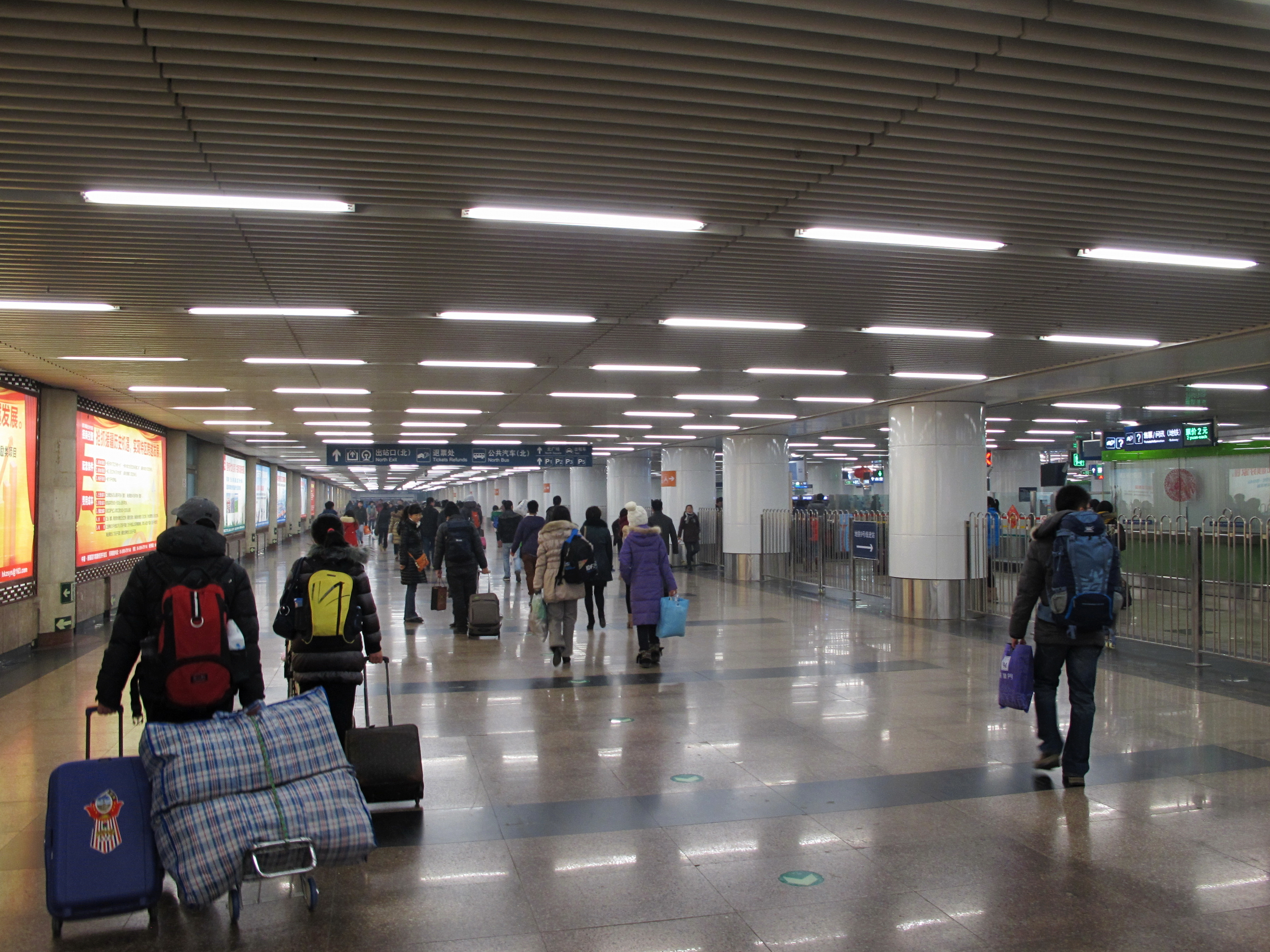
北京西站南、北出站口之间的地下通道；在高速场运营初期的数年，由于普速场与高速场出站通道之间有玻璃门阻隔，从高速场出站的旅客分流至通道南侧，而从普速场出站的旅客分流至通道北侧

2005年初，管委会邀请30余名专家对西站问题进行专项研究，立项为“北京西站南北广场及地下空间综合规划研究课题”，寻求缓解北广场压力的技术方案，以保证铁路旅客安全进出。在最后形成的报告中，在8个专题中有5个为“如何利用西站的空间”，分别为交通系统调整与改造方案、空间利用规划初步方案，以及环境景观、视觉导向和临时性设施方案，并提出了北广场东公交站西移、启用地下中车库等整改方案。
西站地区管委会亦认为，疏通北京西站的根本，是启动拖延十年的南广场和地铁建设。北京西站拥有南、北两个站前广场，设计时对客流量的分布估计是南、北广场各占30%，地铁分流40%，而且当时将南广场设计为主广场，很多主题建筑都设计在了南边。但由于南广场自西站开通运营以来一直未开通，导致绝大部分的客流均通过北广场集散，但由于北广场交通设施的供需失衡以及客流交通组织不尽合理，已导致北广场明显不堪重负，交通秩序混乱，交通状况恶化。同时因当初规划和设计上的失误，南、北方向的车辆无法直接通行，而且公交车站与南广场没有紧密衔接，造成一直以来南广场与北广场发展非常不均衡。乘客、行人如想穿行南北，必须徒步经过约500米长的西站地下广场，十分不便。而南广场周边道路如广莲路、马连道路、站前东街、北京西站南路等4条道路建设基本处于停滞状态，受到拆迁问题的制约，路网长期不通。
2010年8月，北京市政府人民建议征集办把西站南广场确定为重点调研课题，汇集多方意见后再次向市领导提交了“加快西站南广场建设”的报告。 报告得到了郭金龙市长等市领导的重视，批示由北京市重大项目建设指挥部办公室（重大办）牵头落实。重大办先后组织市发改委、市规划委、市交通委、市住建委、市财政局、市交管局、北京铁路局、西站管委会、丰台区政府、西城区政府、中国中铁置业集团公司、公交集团、公联公司、轨道建管公司等15个单位分别召开了4次协调会议和现场会议，针对南广场改造工程的前期工作、施工组织、拆迁工作、交通导改、地铁配套等问题进行了研究。
拖延了10多年的北京西站南广场改造工程于2010年11月10日正式启动。改造包括西客站南路、马连道路、广莲路、南广场规划1号路、人行天桥、地下通道、出租车场站、南广场桥面铺装和地下商业结构加固工程。工程完成后，南广场将分流西站部分旅客，从而缓解西站北广场的交通压力。2012年9月22日，完成改造的北京西站南广场正式启用，而位于南广场西北侧的出租车调度站也开始营运。
2019年10月11日，北京西站第3候车室和第11候车室增设反向闸机，实现中转旅客的站内换乘。同年，北京市委、市政府决定设立北京市重点站区管理委员会，办公地点位于原北京西站地区管委会，原有的西站地区管委会不再保留。重点站区管委会2020年10月在北京西站设立站区管理办公室。

### 引用
1. ↑  .   [2012-12-12]. （原始内容存档于2017-07-30）.
2. ↑  铁道部运输局. . 铁路客货运输专刊. 2012, (4): 6. 运营运调电[2012]1911号.
3. ↑  . 中国标准出版社. 2010: 3. CSBN 155066140495 请检查|csbn=或|unified=的值 (帮助).
4. ↑  铁道部电子计算技术中心, 铁道部运输局. . 北京: 中国铁道出版社. 1998: 37. ISBN 9787113030995.
5. ↑  中华人民共和国铁道部. . 北京: 中国铁道出版社. 2012: 8. CSBN 15113·3468.
6. ↑  北京铁路局站系总览编辑委员会. . 北京: 中国友谊出版公司. 2000-05: 1. ISBN 7505716387 （中文）.
7. ↑  北京西站——莲花池畔的北京新地标 Archive.today的存檔，存档日期2012-09-12
8. 1 2  崔志杰、关向群、喻晓. . 《地下工程与隧道》 (上海: 上海市隧道工程轨道交通设计研究院). 1993年4月: 66–69. ISSN 1008-0910.
9. ↑  . 新浪新闻.   [2011-05-10]. （原始内容存档于2007-11-23）.
10. ↑  . 新京报. 2008-08-21  [2011-05-10].
11. 1 2 3 4 5 6 7 8  张寿岩. . 北京: 中国铁道出版社. 1996. ISBN 9787113022419.
12. 1 2 3 4 5  沈博. . 北京规划建设 (北京: 北京城市规划设计研究院). 2009年6月: 93–94. ISSN 1003-627X.
13. 1 2 3  郑祖武. . 北京: 人民交通出版社. 1994: 83-103. ISBN 9787114017537.
14. ↑  侯仁之. . 北京: 新世界出版社. 2002. ISBN 9787800056079.
15. ↑  . 北京晚报. 2013-05-28  [2015-02-16]. （原始内容存档于2015-02-16）.
16. ↑  中华人民共和国铁路车站站名代码（GB 10302-88）
17. ↑  葛震声. . 《铁道标准设计》 (铁道部专业设计院). 1993年1月: 1–3. ISSN 1004-2954.
18. 1 2  . 铁流网. 2007-06-27  [2011-05-01]. （原始内容存档于2019-06-01）.
19. 1 2  顾华. . 交通世界 (交通部科学研究院). 1996, (02): 41、42  [2015-03-11]. ISSN 1006-8872. （原始内容存档于2015-04-02）.
20. ↑  梅忠堂. . 解放报. 1996-01-22.
21. ↑  刘爱虹; 赵忆宁. . 瞭望新闻周刊 (新华通讯社). 1996, (05): 46  [2015-03-11]. ISSN 1002-5723. （原始内容存档于2022-04-22）.
22. ↑  . 铁道知识 (中国铁道学会). 1996, (02). ISSN 1000-0372.
23. ↑  董中英. . 北京铁路局年鉴 (北京铁路年鉴社). 1999: 58. ISSN 1006-2734.
24. ↑  荣东岳. . 北京晚报. 2000-12-29  [2016-06-05]. （原始内容存档于2016-08-04）.
25. ↑  何榕; 王蔚. . 新华社. 2001-02-20  [2016-06-05]. （原始内容存档于2016-07-01）.
26. ↑  . 北京日报. 2004-01-05  [2011-05-01]. （原始内容存档于2011-03-02）.
27. ↑  . 北京日报. 2004-08-13  [2011-05-01]. （原始内容存档于2015-04-02）.
28. 1 2  . 中国新闻网. 2003-10-02  [2015-01-19]. （原始内容存档于2015-01-19）.
29. ↑  . 新华社. 2004-06-03  [2015-05-01]. （原始内容存档于2016-03-04）.
30. ↑  . 新京报. 2005-07-01  [2011-05-01]. （原始内容存档于2008-02-25）.
31. ↑  . 新华社. 2009-02-20  [2011-05-01]. （原始内容存档于2016-03-04）.
32. ↑  . 新京报. 2012-02-21  [2012-04-15]. （原始内容存档于2015-05-06）.
33. ↑  . 新华网. 2012-04-01  [2012-04-15]. （原始内容存档于2012-07-12）.
34. ↑  . 北京青年报. 2012-05-11  [2012-05-11]. （原始内容存档于2016-03-04）.
35. ↑  . 北京西站地区管理委员会.   [2011-05-01]. （原始内容存档于2010-11-15）.
36. ↑  . 北京青年报. 2019-01-15  [2025-07-23].
37. 1 2 3  国家口岸管理办公室; 中国口岸协会. . 北京: 中国海关出版社. 2017.12. ISBN 978-7-5175-0240-1.
38. ↑  . 北京出入境边防检查总站. 2017-10-10  [2019-06-07]. （原始内容存档于2019-06-07）.
39. ↑  . 海外网. 2017-12-27  [2019-02-09]. （原始内容存档于2017-12-27）.
40. ↑  . 北京市人民政府口岸办公室.   [2016-05-19]. （原始内容存档于2016-06-02）.
41. ↑  . 中华人民共和国海关总署. 2024-07-31  [2024-07-31]. （原始内容存档于2024-07-31） –南方网.
42. 1 2 3 4 5 6 7  杨嗣信; 郭耀嵩; 宗之豹; 马士昌. . 建筑技术 (北京建工集团有限责任公司). 1995, 22 (11): 659–664. ISSN 1000-4726. CNKI JZJI511.000.
43. 1 2  丁宗梁. . 建筑结构学报 (中国建筑学会). 1996, (05): 2–13. ISSN 1000-6869. CNKI JZJB605.000.
44. ↑  徐湘生. . 建筑技术 (北京建工集团有限责任公司). 1995, 22 (11): 665–670. ISSN 1000-4726. CNKI JZJI511.001.
45. ↑  张青; 陈彬磊; 丁宗梁; 霍焕德. . 建筑结构学报 (中国建筑学会). 1996, (05): 14–21. ISSN 1000-6869. CNKI JZJB605.001.
46. ↑  王薇. . 北京青年报. 2015-02-17  [2025-06-16].
47. ↑  王天淇. . 北京日報. 2025-01-30  [2025-06-16].
48. ↑  北京西站. . 西站之声公众号. 微信公众平台.   [2021-02-26]. （原始内容存档于2021-06-05）.
49. ↑  . 微信公众平台.   [2024-12-30]. （原始内容存档于2024-12-30）.
50. ↑  . 光明日报. 2004-08-02  [2011-05-01]. （原始内容存档于2007-05-18）.
51. ↑  張者. . 北京: 中国传媒大学出版社. 2004. ISBN 9787810853972.
52. ↑  . 新京报. 2009-08-17  [2011-05-01]. （原始内容存档于2015-05-06）.
53. ↑  金磊. . 《城市开发》 (北京: 北京城市开发集团). 1996年3月: 23–27. ISSN 1002-3062.
54. 1 2  李东. . 《法律与生活》 (北京: 法律出版社). 1998年11月. ISSN 1002-7173.
55. 1 2 3  . 建筑技術 (北京: 建筑技术杂志社). 1999年7月, 30 (7): 493–495.
56. ↑  . 新华网. 2001-12-13  [2011-05-10]. （原始内容存档于2005-11-12）.
57. 1 2 3 4 5 6 7 8 9 10 11  . 人民网. 2006-06-01  [2011-05-01]. （原始内容存档于2007-08-17）.
58. ↑  . 新京报. 2006-06-01  [2011-05-01].
59. ↑  . 北京娱乐信报. 2004-06-14  [2011-05-01]. （原始内容存档于2004-07-22）.
60. ↑  . 新京报. 2004-08-13  [2011-05-01]. （原始内容存档于2004-08-15）.
61. ↑  . 新华网. 2004-06-26  [2011-05-01]. （原始内容存档于2005-04-18）.
62. ↑  . 北京晚报. 2004-12-10  [2011-05-01]. （原始内容存档于2005-05-21）.
63. ↑  . 北京西站地区管理委员会.   [2011-05-01]. （原始内容存档于2015-05-07）.
64. 1 2 3  . 北京日报. 2010-12-15  [2011-05-01]. （原始内容存档于2016-03-04）.
65. ↑  . 2012-01-12  [2012-04-21]. （原始内容存档于2012-11-06）.
66. ↑  . 2012-09-22  [2013-06-21]. （原始内容存档于2022-02-16）.
67. ↑  . 北京日报客户端. 2019-10-12  [2019-10-14]. （原始内容存档于2019-10-13）.
68. ↑  . 北京晚报. 2020-01-02  [2020-11-01]. （原始内容存档于2021-02-09）.
69. ↑  . 北京青年报. 2020-10-27  [2020-11-01]. （原始内容存档于2021-02-16）.